# Mikalojus Konstantinas Čiurlionis

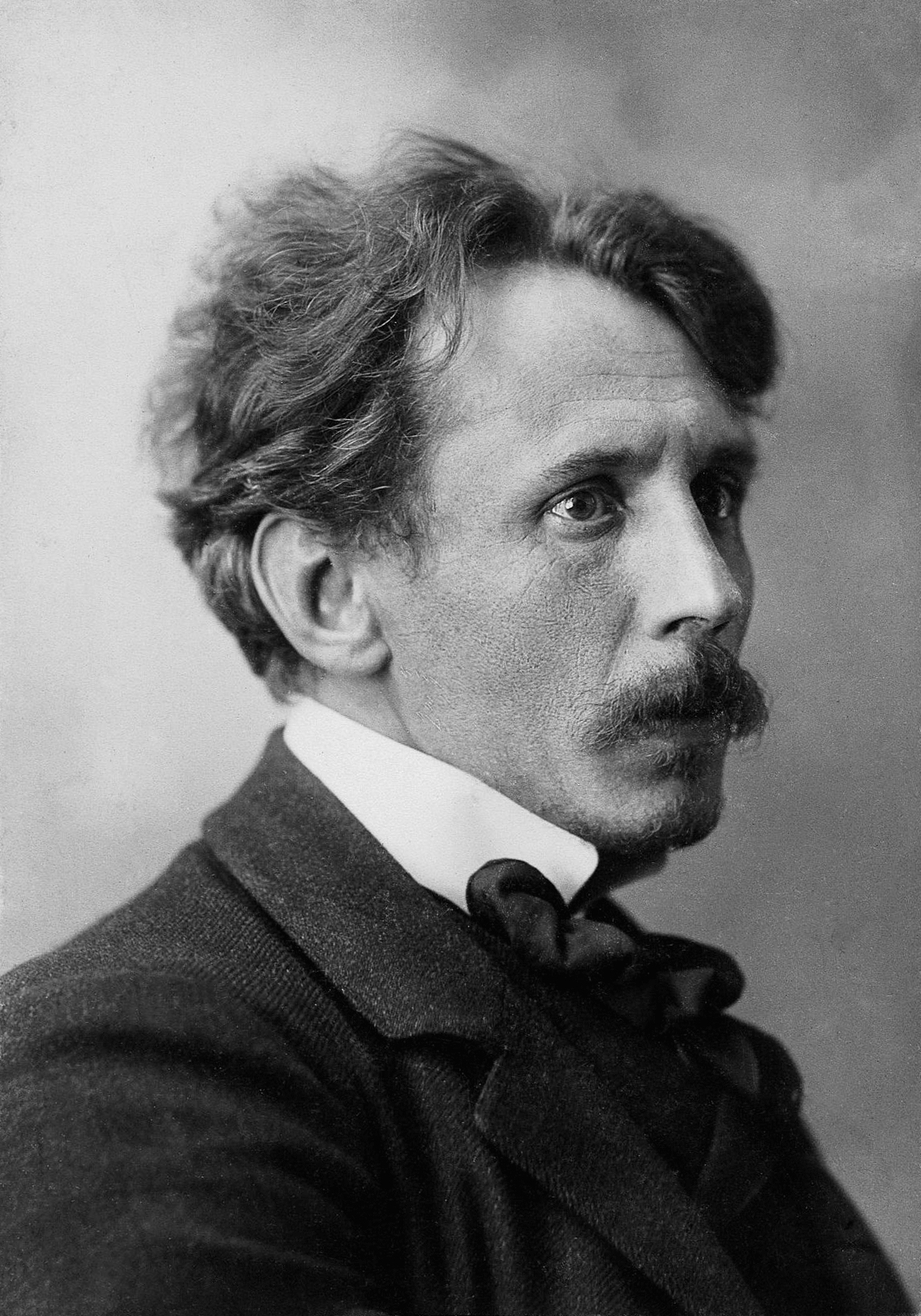
Mikalojus Konstantinas Čiurlionis

Mikalojus Konstantinas Čiurlionis (* 10.jul. / 22. September 1875greg. in Varėna; † 28. Märzjul. / 10. April 1911greg. in Pustelnik (Marki) bei Warschau) war ein litauischer Komponist und Maler.

## Leben

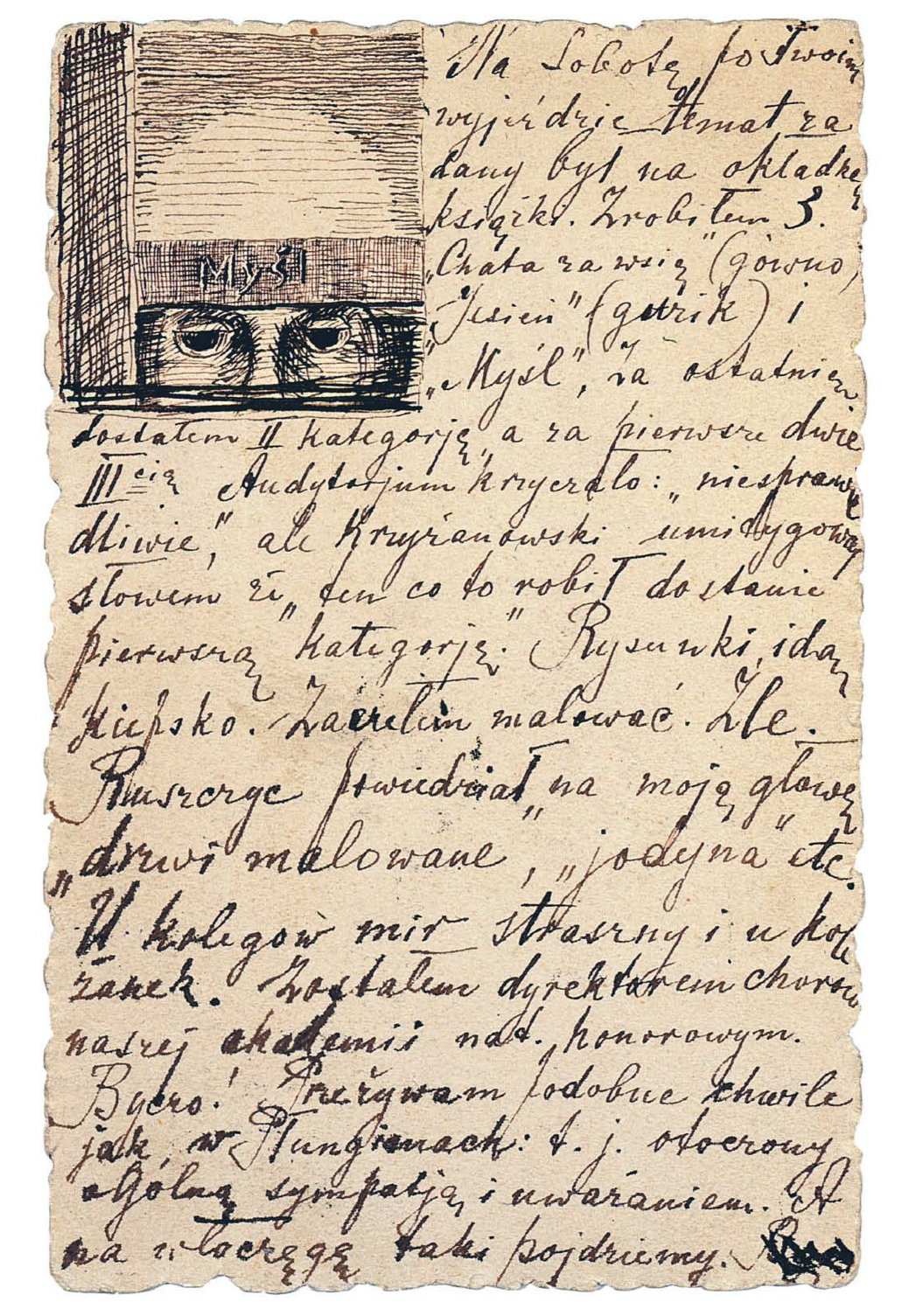
Die Sprache der gebildeten Litauer seiner Zeit war Polnisch, wie in diesem Manuskript Gedanken (Myśl).

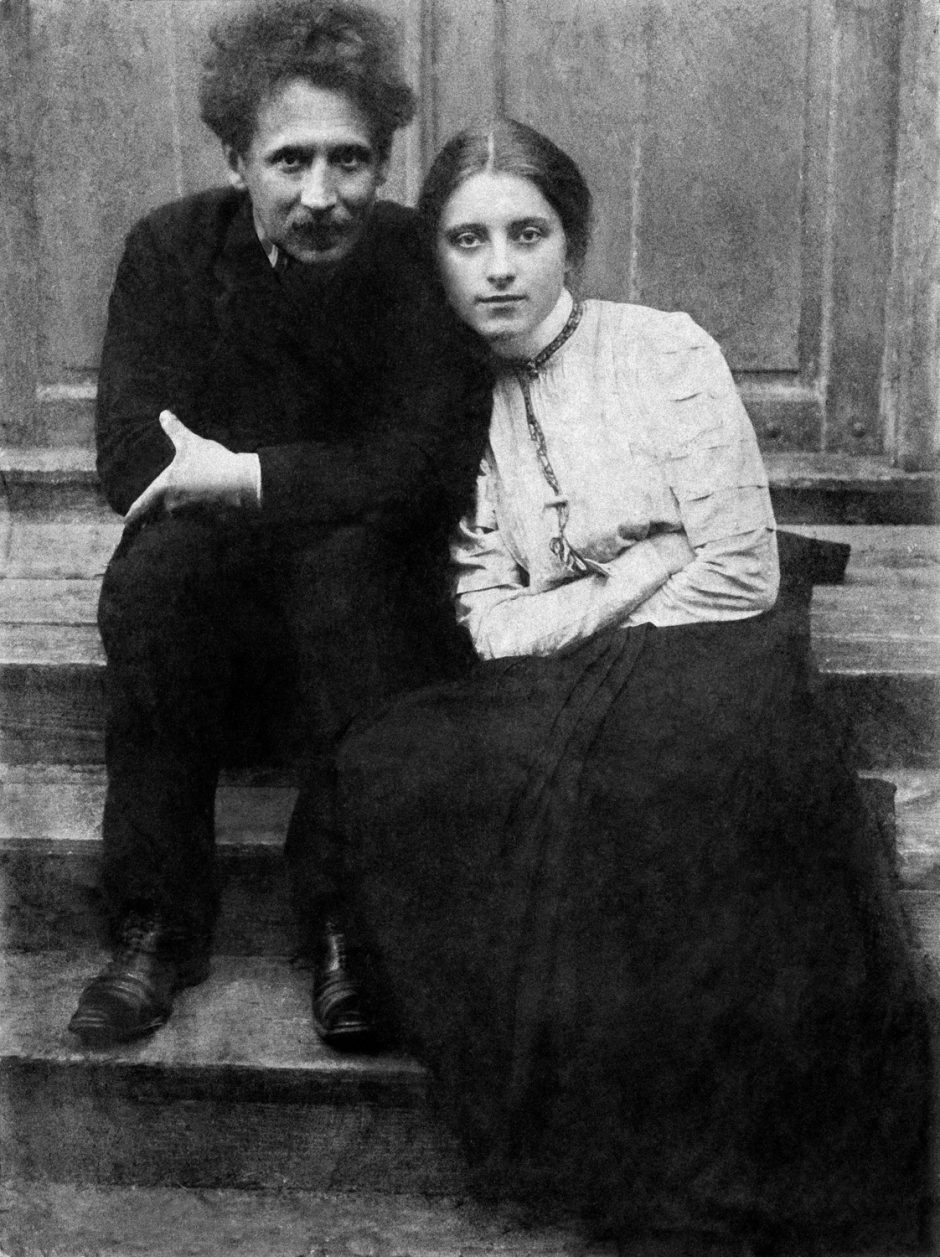
Mikalojus Konstantinas Čiurlionis mit seiner Frau Sofija Kymantaitė-Čiurlionienė (1886–1958) im Jahr 1908. Durch sie kam er näher mit der litauischen Sprache in Berührung.

Mikalojus Konstantinas Čiurlionis war das älteste von neun Kindern einer Polnisch sprechenden Familie. Sein ganzes Leben lang führte er Tagebücher in polnischer Sprache, sein gesamtes literarisches Werk entstand auf Polnisch, ebenso wie die meisten seiner Briefe. Nach der Revolution von 1905 begann er, sich als Litauer zu bezeichnen. Zu dieser Zeit leitete er den Chor der Warschauer Litauischen Gesellschaft für gegenseitige Hilfe. Im Jahr 1907 ging er nach Vilnius, wo er zwei Jahre lang blieb. Dort war er Mitorganisator der ersten Ausstellung litauischer Kunst und gehörte zu den 19 Mitbegründern der Litauischen Kunstgesellschaft – er gründete dort die Musikabteilung.
Seine Mutter Adelė hatte deutsche Vorfahren und sein Vater Konstantinas war Organist. Dementsprechend früh kam er mit Musik in Berührung. Er erhielt von 1889 bis 1893 Unterricht in der Orchesterschule des polnischen Fürsten Michał Ogiński in Plungė. Die Unterstützung des Fürsten ermöglichte ihm ab 1894 ein Musikstudium an der Musikakademie Warschau in den Fächern Klavier und Komposition. Zu seinen Lehrern zählte Zygmunt Noskowski. 1899 erhielt er sein Diplom. Statt danach eine feste Anstellung anzunehmen, entschloss sich Čiurlionis, vom 16. Oktober 1901 bis zum 14. Juli 1902 am Leipziger Konservatorium seine musikalische Ausbildung zu perfektionieren. Er studierte Musiktheorie und Komposition, sein Hauptfach, bei Carl Reinecke, Salomon Jadassohn und Emil Paul, sowie Orgelspiel bei Paul Homeyer und Klavierspiel bei Carl Heinrich Heynsen.  Ab 1902 begann er sich für die Malerei zu interessieren und nahm in Warschau ersten Malunterricht. Er begriff sich selbst als Synästhetiker. Zusätzlich beschäftigte er sich immer stärker mit philosophischen Fragestellungen. György Dalos schreibt: „Der in der UdSSR äußerst populäre Nationalkünstler [...] hatte als Komponist und Maler die Synthese dieser beiden Kunstarten angestrebt.“
Von 1904 bis 1906 war Čiurlionis Schüler der Warschauer Schule der Schönen Künste. Danach war Čiurlionis sowohl kompositorisch als auch malerisch sehr aktiv: er gab Konzerte und wirkte an zahlreichen Kunstausstellungen mit. 1907/1908 wohnte er in Vilnius. Danach ließ er sich in Sankt Petersburg nieder.
Gegen Ende seines Lebens litt Čiurlionis unter psychischen Problemen. Er wurde in verschiedenen Kliniken behandelt, starb jedoch bereits im Alter von 35 Jahren an einer Lungenentzündung.

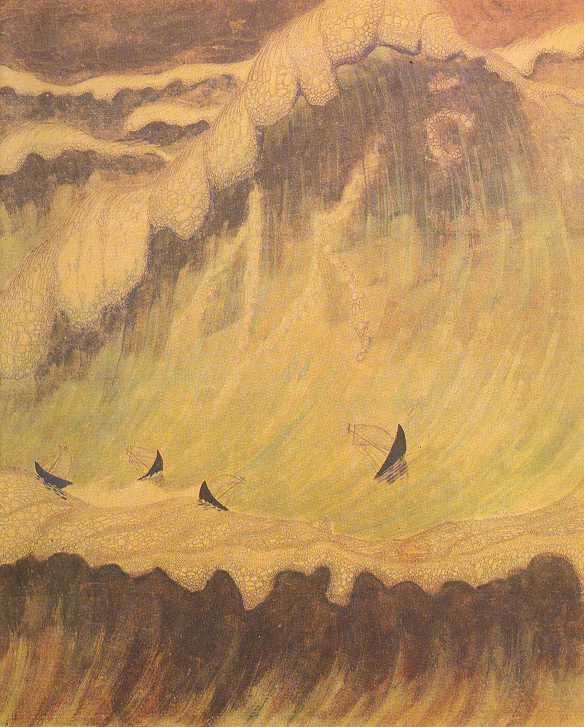
Meeressonate, Finale (1908)

## Čiurlionis als Komponist
Čiurlionis’ Schaffen hat seine Wurzeln in der Spätromantik. Üppige Harmonik und schwärmerische Klangbilder kennzeichnen schon seine ersten Werke. Auch die Volksmusik seines Landes hatte für ihn eine große Bedeutung; er sammelte zahlreiche Lieder und harmonisierte sie. Doch Čiurlionis war ein sehr innovativer Geist und begann, erstaunliche kompositorische Experimente zu unternehmen. Sehr beachtlich ist in diesem Zusammenhang die Entwicklung von Kompositionstechniken, die auf Reihen beruhen. Hier antizipierte er die Schönbergsche Zwölftontechnik, ohne freilich mit der Tonalität zu brechen. Dennoch zeigen seine Werke eine ungewöhnlich freie Harmonik. Auch hinsichtlich der Rhythmik erwies sich Čiurlionis sehr eigenständig. Er entwickelte sehr komplexe rhythmische Strukturen und wandte Polyrhythmik und sogar Polymetrik an. Manche seiner späteren Werke zeichnen sich durch stark ausgeprägte polyphone Strukturen aus, was einen Hang zum Neoklassizismus mit sich führt. Den Schwerpunkt seines kompositorischen Schaffens bildete die Klaviermusik. Interessant ist der Einfluss der Malerei auf seine Musik: viele Werke sind ganz deutlich malerisch angelegt und versuchen, Landschaften musikalisch darzustellen. Auch weisen seine Kompositionen eine bemerkenswerte klangliche Farbigkeit auf. Čiurlionis war der erste litauische Komponist von Format. Seine Werke, die von Vytautas Landsbergis katalogisiert wurden, besitzen allerdings auch internationale Bedeutung.

## Čiurlionis als Maler
Als Maler bevorzugte Čiurlionis Landschaften, stand aber auch dem Symbolismus nahe. Seine Bilder haben oft philosophische Hintergründe. Auffällig ist wiederum der Einfluss der Musik auf die Malerei: so schuf Čiurlionis mehrere Zyklen von Gemälden, die er als „Sonaten“ bezeichnete und deren einzelne Bilder er mit „Allegro“, „Andante“ u. ä. überschrieb. Hierbei orientieren sich die einzelnen Bilder am Charakter der jeweiligen musikalischen Vortragsanweisung: ein Andante zum Beispiel vermittelt also eine eher ruhige Atmosphäre. Manche Gemälde tragen sogar den Titel „Fuge“. Diese Synthese von Musik und Malerei ist kunsthistorisch einmalig. Čiurlionis schuf etwa 280 Bilder, darunter 200 Gemälde und 80 Grafiken.

## Nachleben
Postum wurde Mikalojus Konstantinas Čiurlionis gerade in Litauen größte Anerkennung zuteil. Sowohl seine Musik als auch seine Gemälde erlebten große Resonanz. 1987 wurde eine Čiurlionis-Gesellschaft ins Leben gerufen. Vytautas Landsbergis gilt als größter Kenner seines Schaffens. Heute gilt Čiurlionis als Nationalheld.

## Čiurlionis-Museen

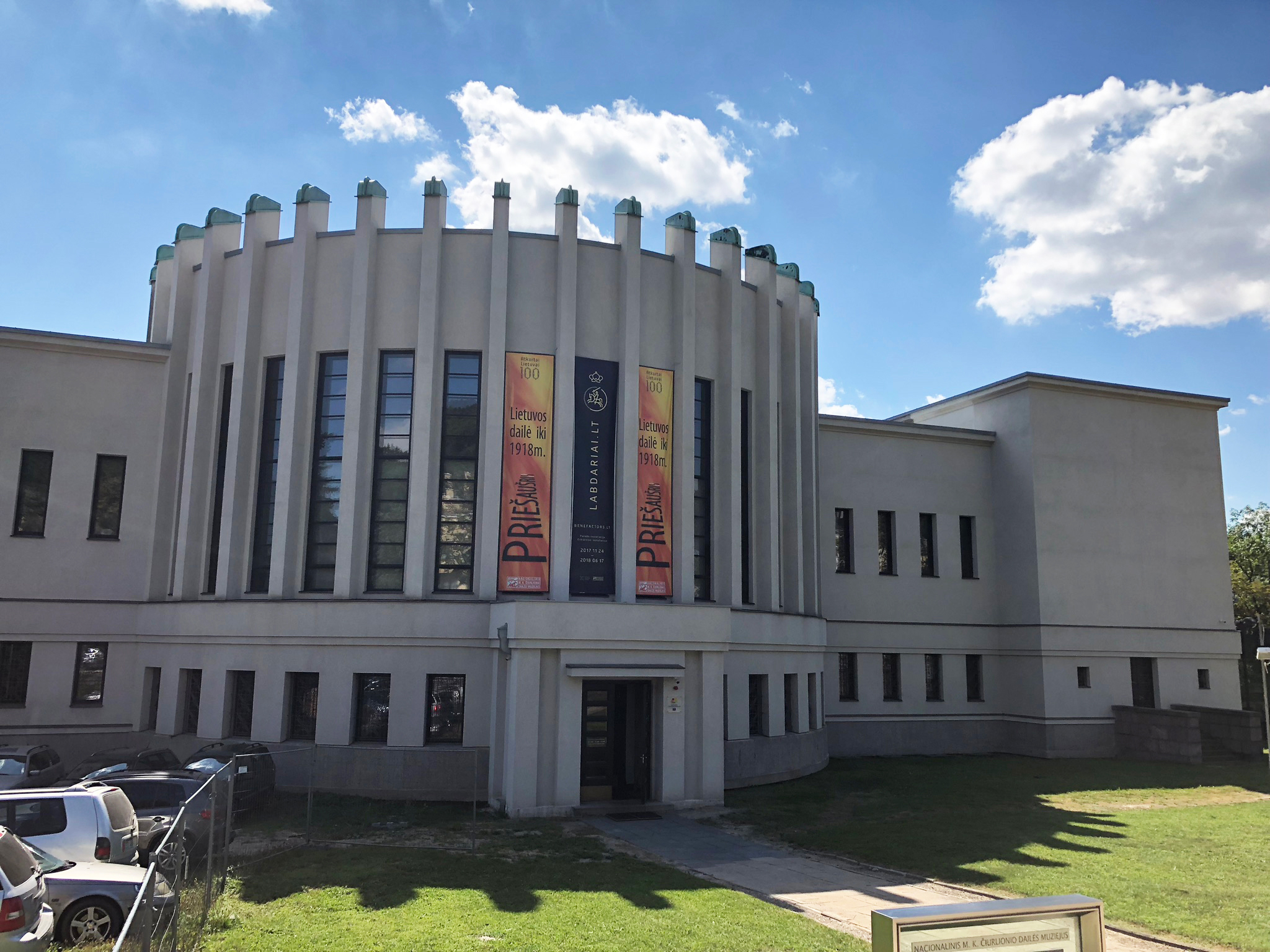
M. K. Čiurlionis Nationales Kunstmuseum in Kaunas, Litauen.

- Das Nationale M. K. Čiurlionis-Kunstmuseum in Kaunas wurde 1921 gegründet.[5] Es ist eines der ältesten und größten Kunstmuseen Litauens und präsentiert die Entwicklung der litauischen und internationalen Kunst von der Frühzeit bis in die Gegenwart. Eine Dauerausstellung ist Čiurlionis’ Gemälden, Graphiken und Photographien gewidmet.
- Das in Čiurlionis’ Wohnhaus in Druskininkai eingerichtete Čiurlionis-Memorialmuseum zeigt neben einer Dauerausstellung zum Leben des Künstlers wechselnde Ausstellungen zu unterschiedlichen Themen.
- Anlässlich des 120. Geburtstag des Künstlers wurde am 22. September 1995 in Vilnius in dem Gebäude, in dem der Maler und Komponist 1907/1908 gewohnt hatte, das Mikalojus-Konstantinas-Čiurlionis-Haus (litauisch: M. K. Čiurlionio namai) eröffnet.[6] Dort werden neben Kammerkonzerten und Ausstellungen auch Konferenzen und anderen Kulturevents veranstaltet. Hier hat auch die 1987 gegründete Čiurlionis-Gesellschaft ihren Sitz.

## Ehrungen
Die Mikalojaus Konstantino Čiurlionio gatvė in Vilnius und der Asteroid (2420) Čiurlionis sind nach ihm benannt.

## Kompositionen
- Orchesterwerke
  - „Miške“ (Im Walde), Symphonische Dichtung (1900/01; VL 1)
  - Symphonie No. 1 D-Moll, Klavierauszug erhalten (1902; VL 4. Durch Skizzen rekonstruiert und orchestriert durch Jurgis Juozapaitis, 2011)
  - „Jūra“ (Das Meer), Symphonische Dichtung (1903–07; VL 5)
  - „Kęstutis“, Ouvertüre (Skizzen, 1902; VL 2)
  - „Die Schöpfung der Welt“, Symphonische Dichtung (1907; VL 6. Edition und Orchestrierung durch Arvydas Malcys, 2015)
  - „Dies Irae“, Symphonische Dichtung, Skizzen (1910; rekonstruiert durch Giedrius Kuprevičius)
  - Symphonie No. 2, „Litauische Pastorale“ (1911; Skizzen)
- Vokalmusik
  - „Jūratė“, Oper (Skizzen, 1908/09)
  - „De profundis“, Kantate für Chor und Orgel (1899; VL 8)
  - mehrere geistliche Chöre (1898–1902)
  - weitere Chöre und Lieder
  - etwa 60 Volksliedbearbeitungen für Chor
- Kammermusik
  - Thema und Variationen für Streichquartett h-moll (1898; VL 80)
  - Streichquartett c-moll (1901/02; VL 83)
  - Fugen für Streichquartett
  - Kanons für Streichquartett
- Klaviermusik
  - Klaviersonate F-Dur (1898; VL 155)
  - Klaviersonate cis-moll, verschollen (1898; VL 156)
  - Sonate zu vier Händen, verschollen (1898)
  - Sonate für Klavier und Violine, Skizzen (1898)
  - „Jūra“ (Das Meer), Zyklus (1908; op. 28)
  - zwei Nocturnes in fis-moll (1900; op. 4 Nr. 1) und cis-moll (1901; op. 6 Nr. 2)
  - Variationszyklen
  - über 30 Mazurkas
  - Polonaisen
  - 16 Zyklen von Präludien (ab 1896)
  - Fugen
  - Kanons
  - insgesamt etwa 200 Klavierwerke
- Orgelmusik
  - Präludien
  - Fugen

## Bilder
- Frühlingssonate (1907)
- Sonnensonate (1907)
- Natternsonate (1908)
- Sommersonate (1908)
- Meeressonate (1908)
- Pyramidensonate (1908)
- Sternensonate (1908)
- Begräbnissymphonie, 7 Bilder (1903)
- Die Erschaffung der Welt, 13 Bilder (1905/06)
- Tierkreiszeichen, 12 Bilder (1907–09)
- Tannenbaumfuge (1907/08)
- Rex (1908/09)

## Die Entwicklung des MotivsREX

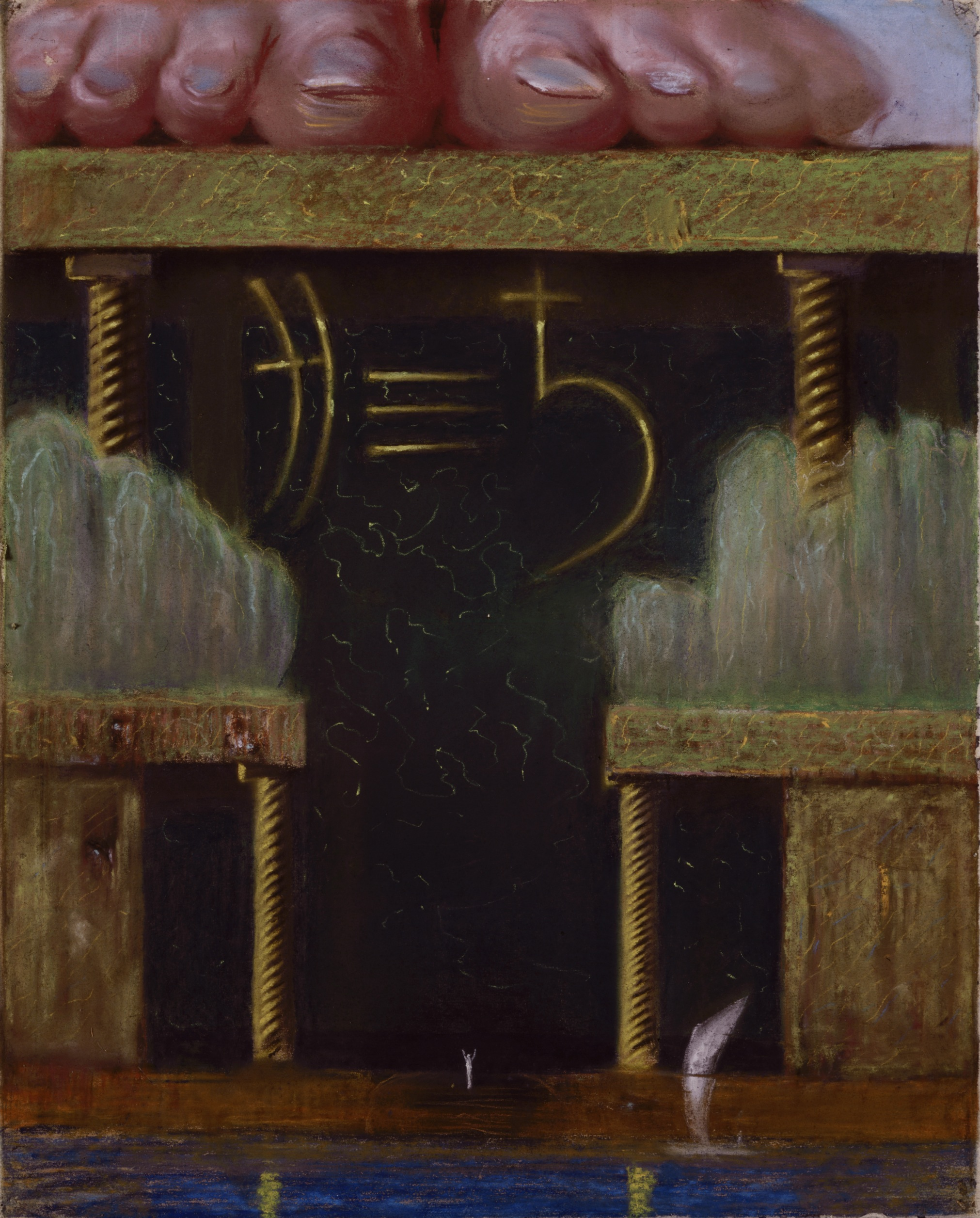
Rex (1904–1905)
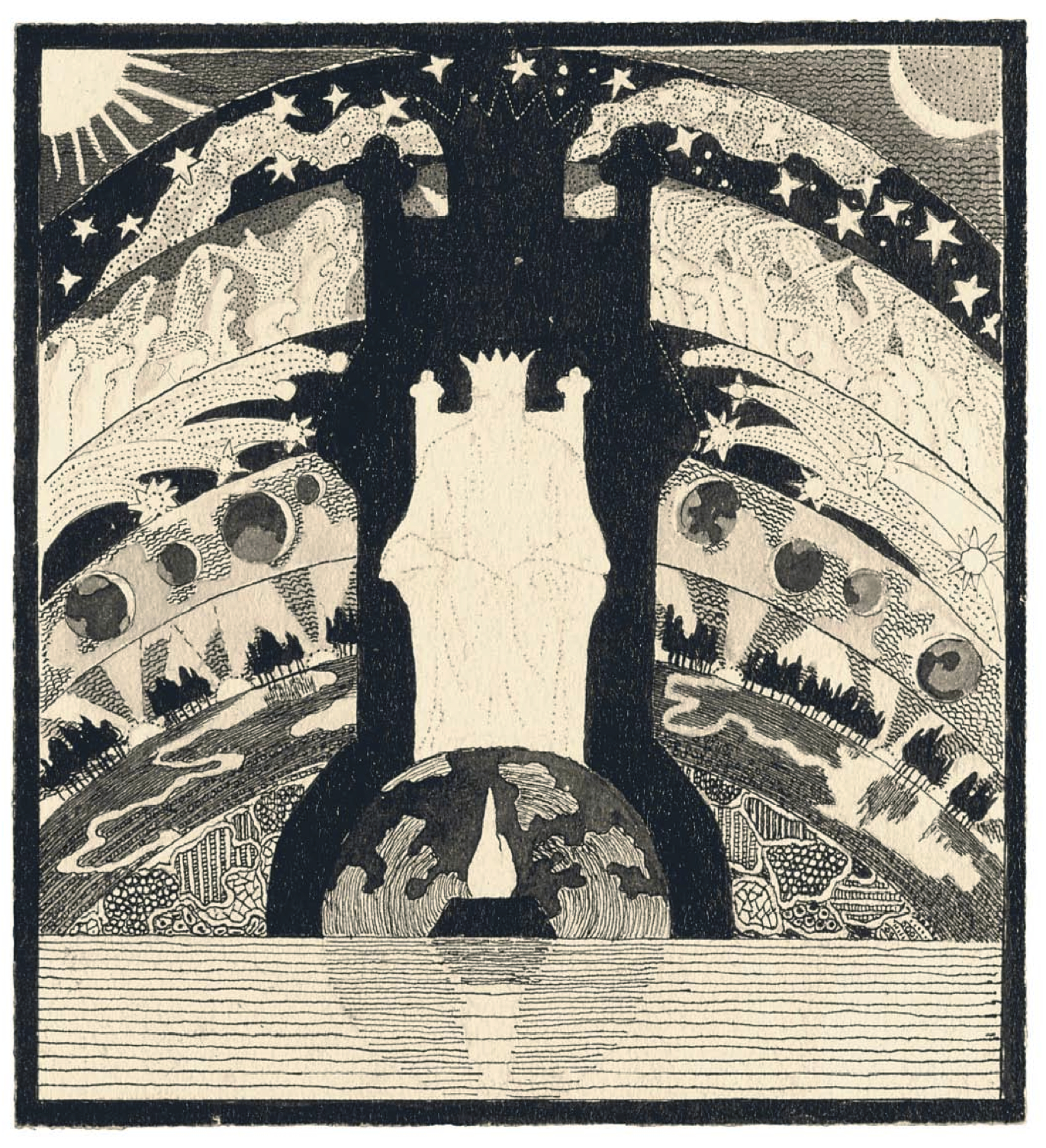
Rex (1908–1909)
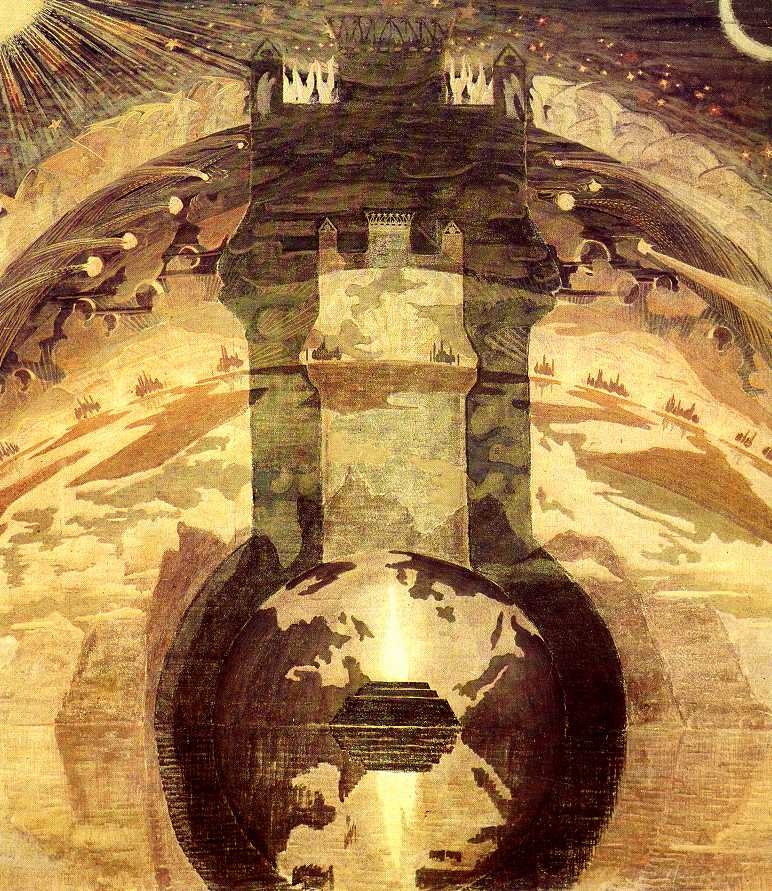
Rex (1909)

## Der ZyklusErschaffung der Welt
13-teiliger Bildzyklus, Tempera auf Papier ca. 37 × 32 cm, 1905–1906

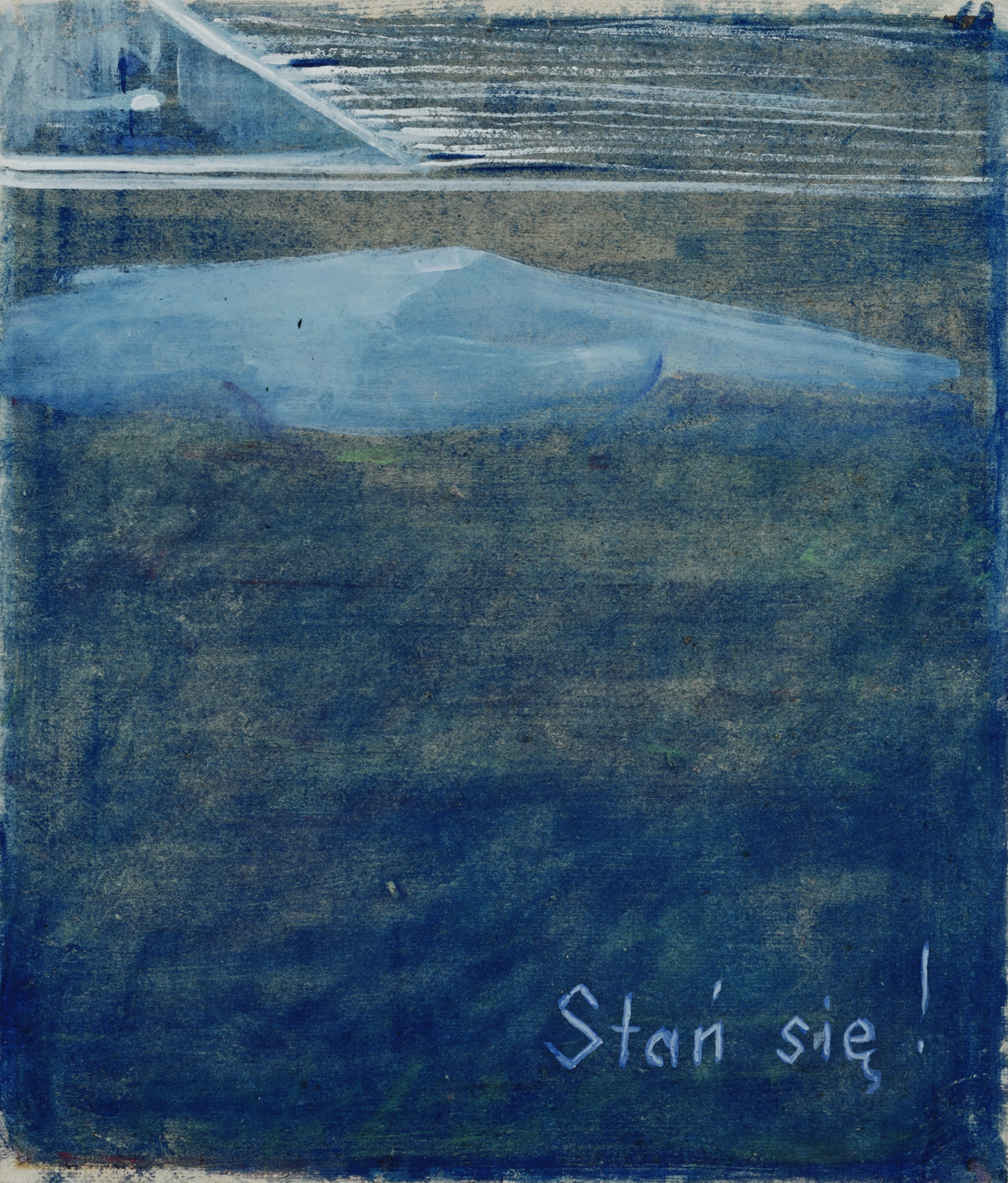
I
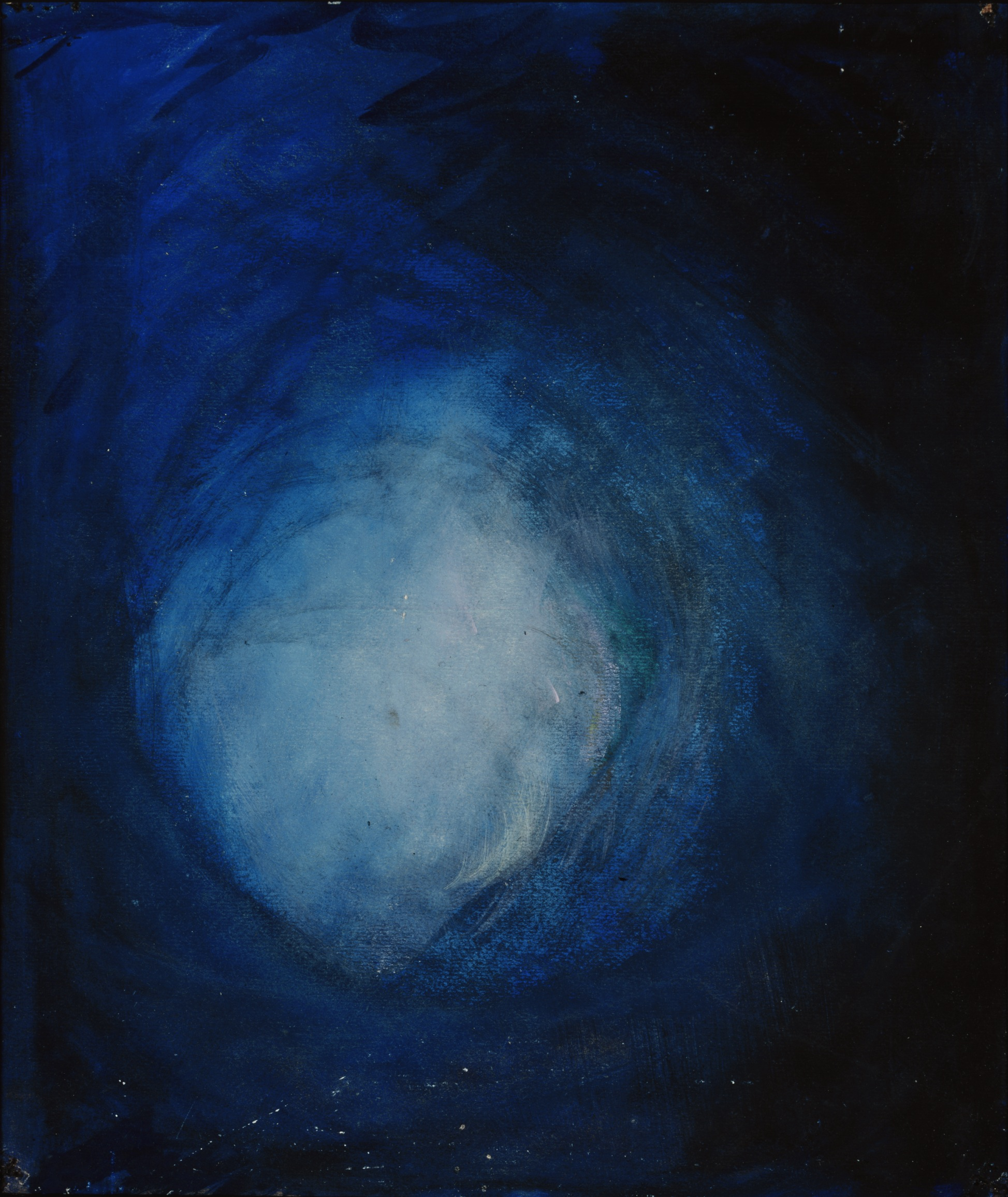
II
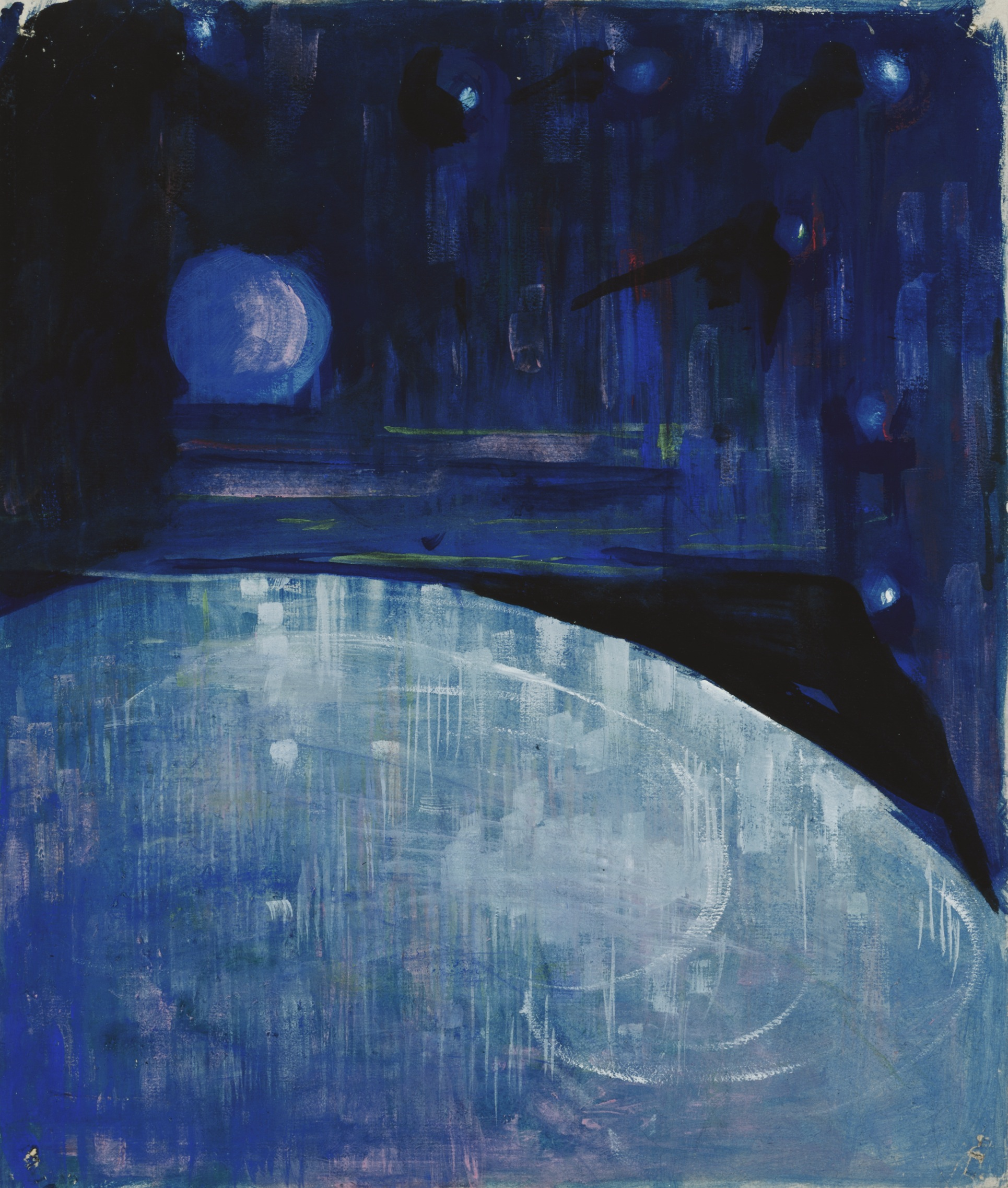
III
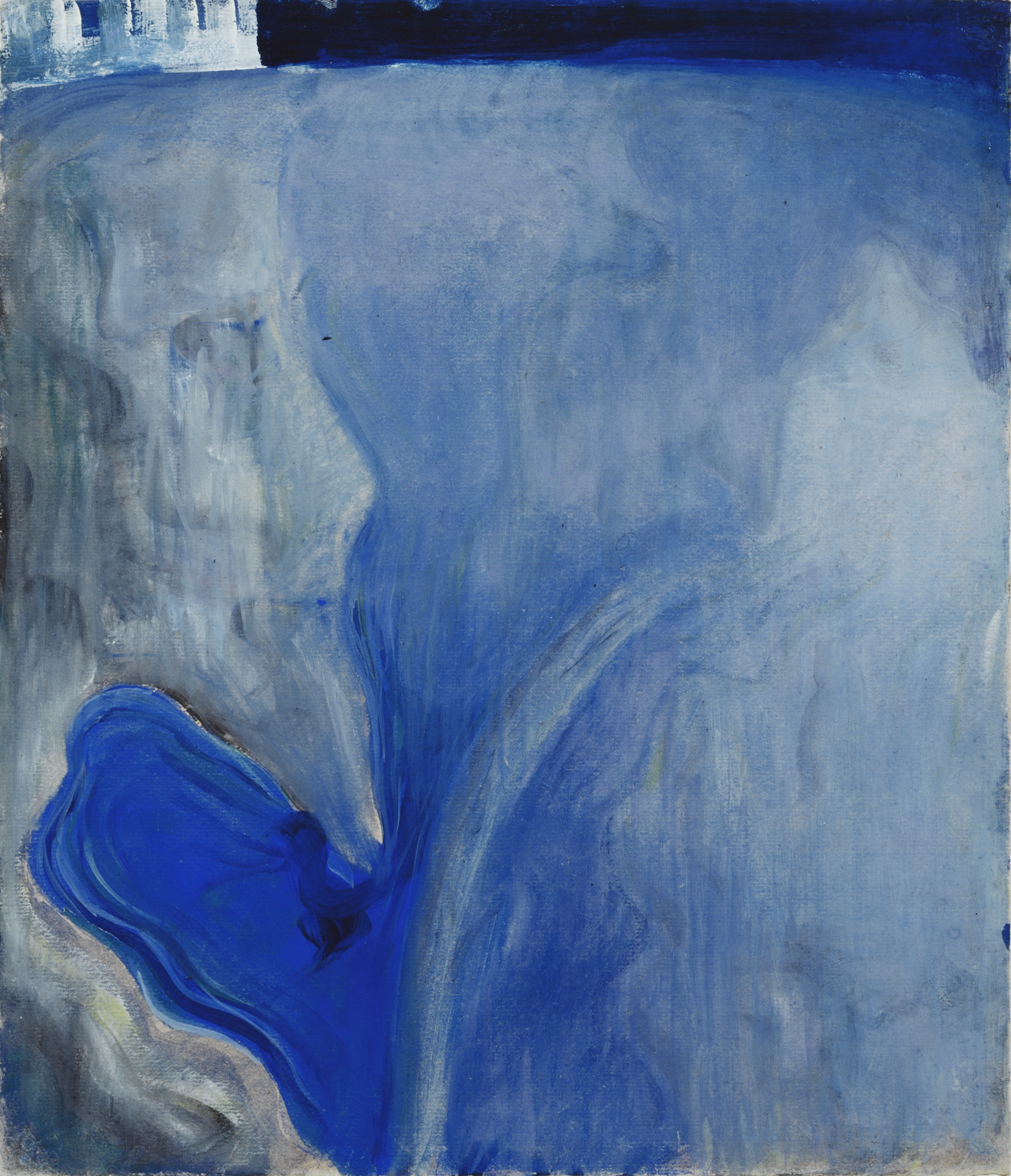
IV
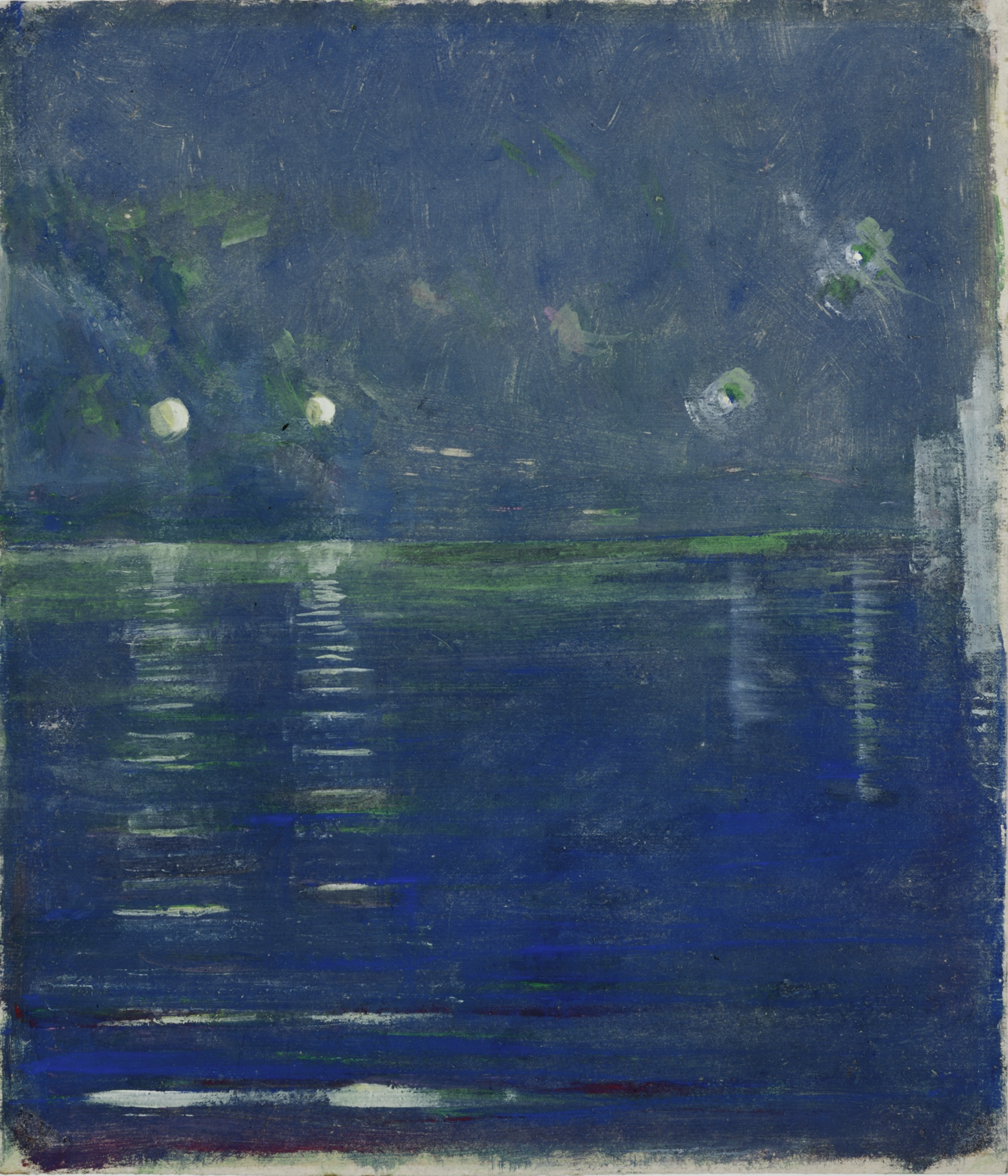
V
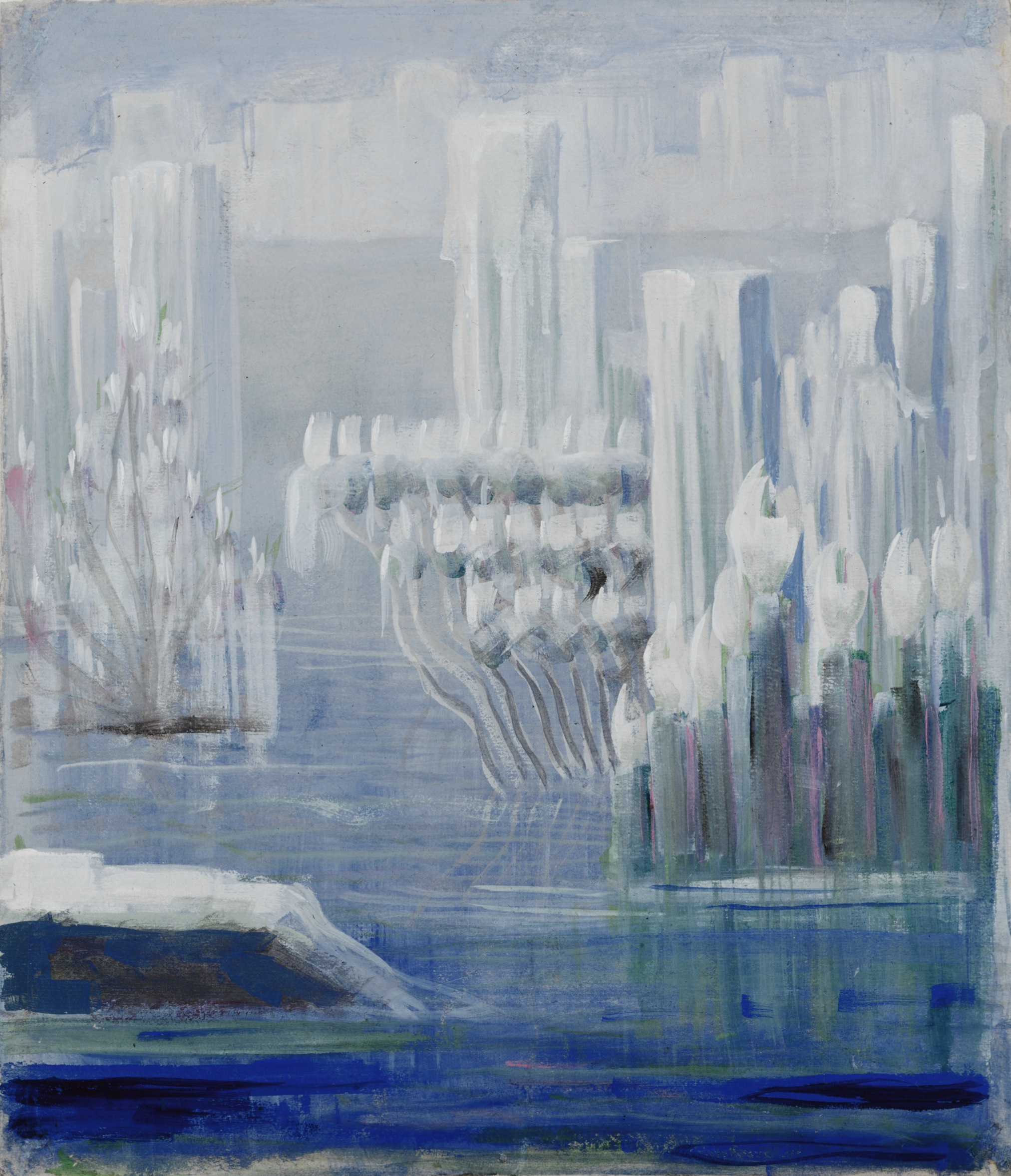
VI
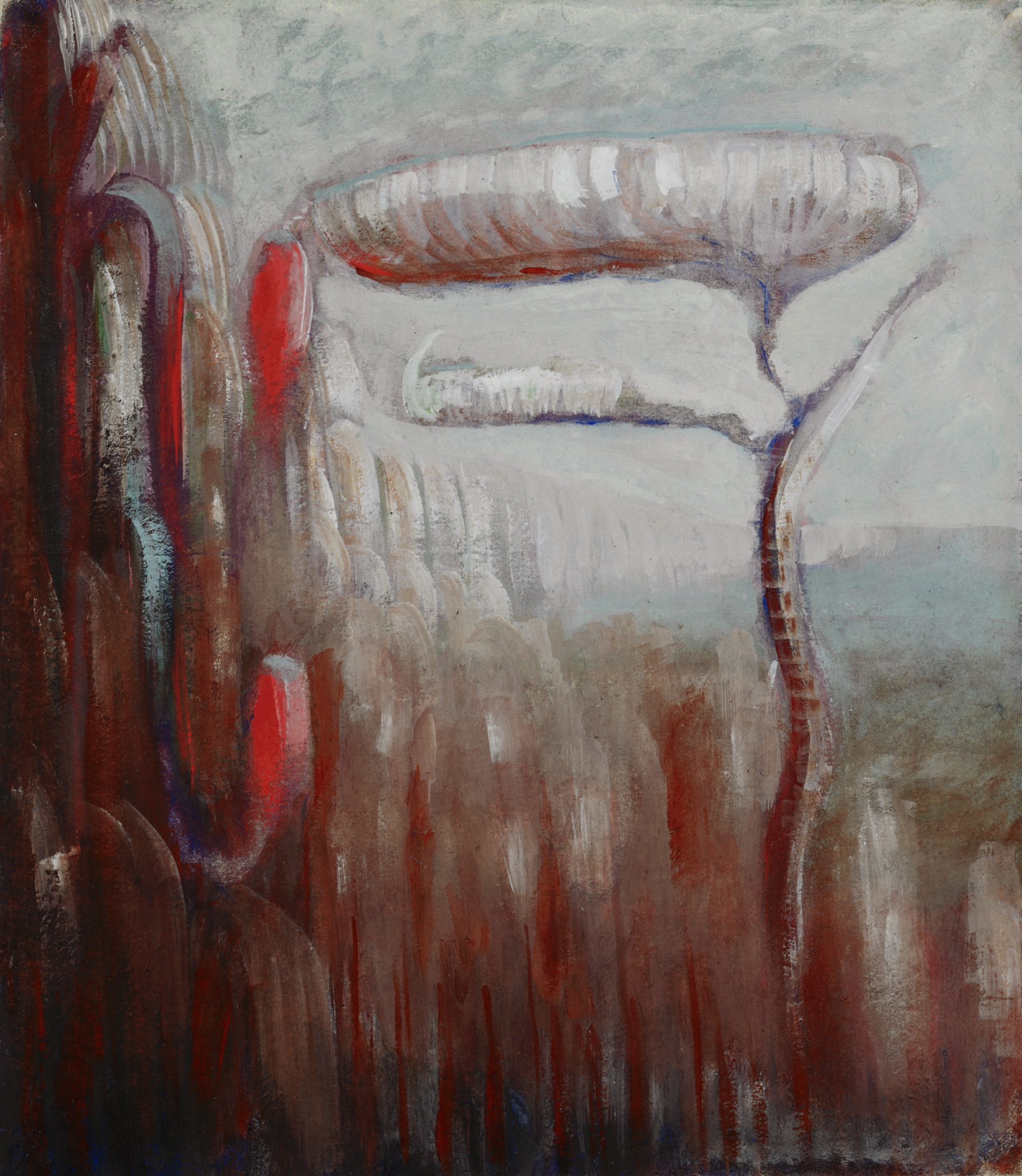
VII
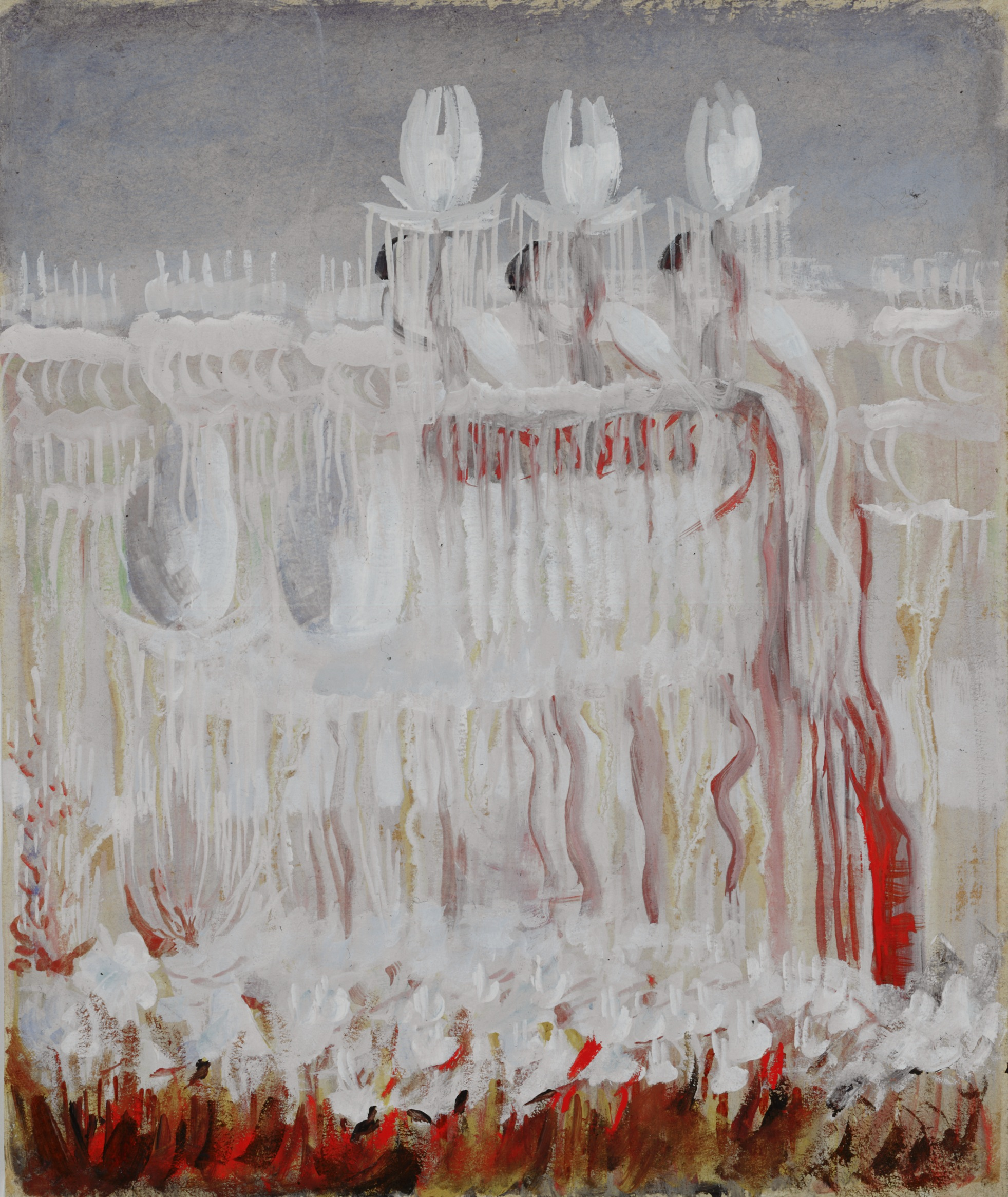
VIII
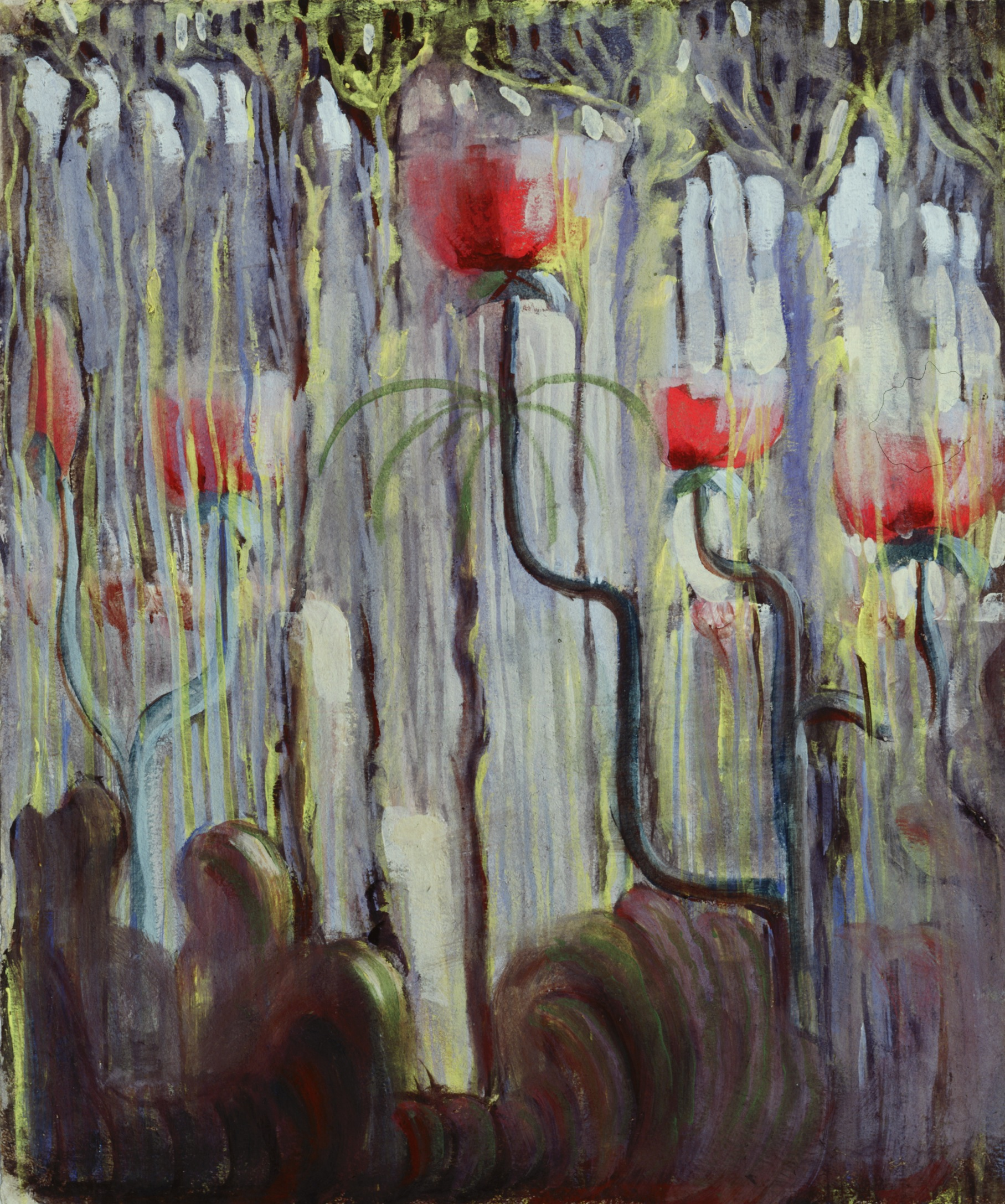
IX
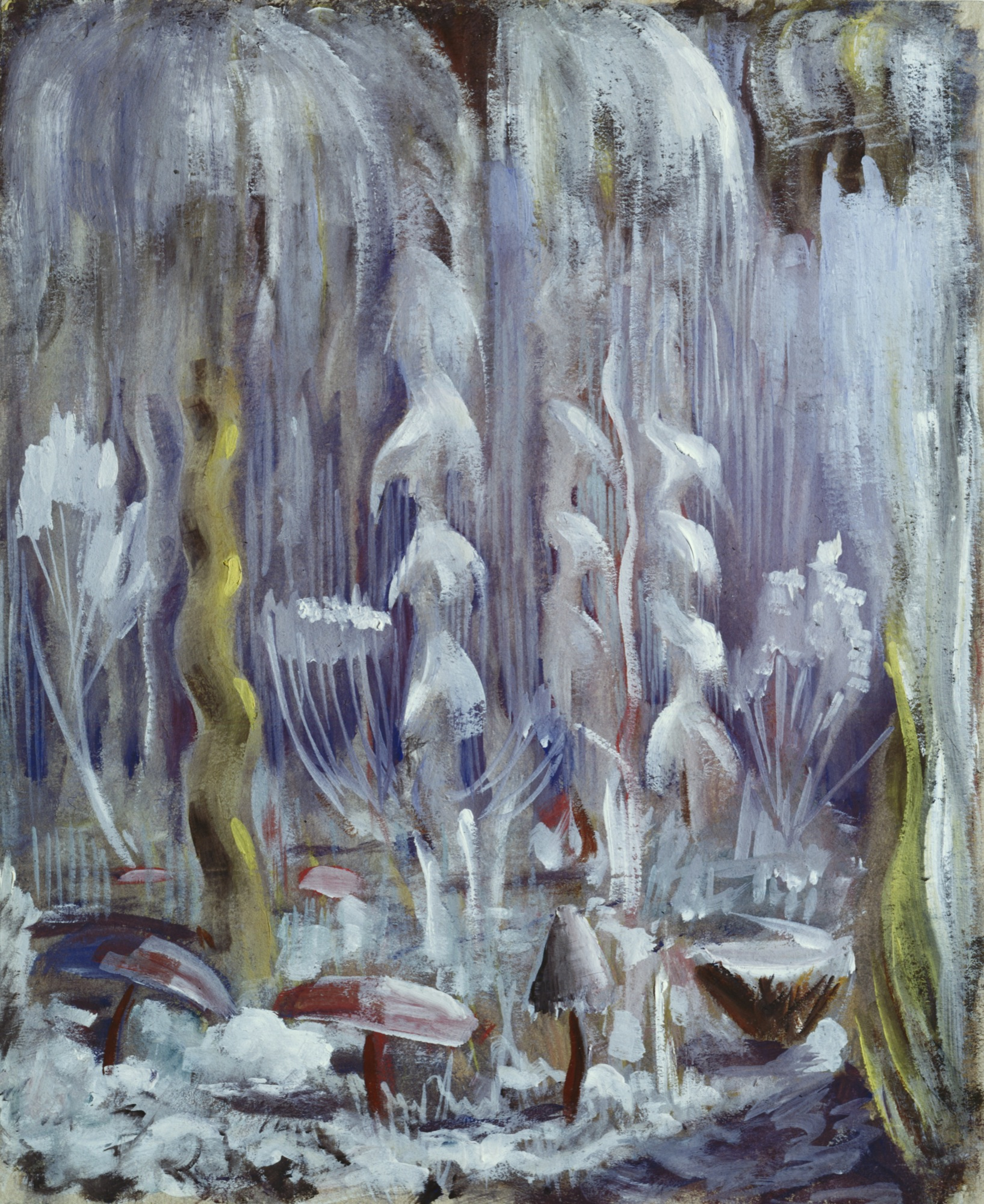
X
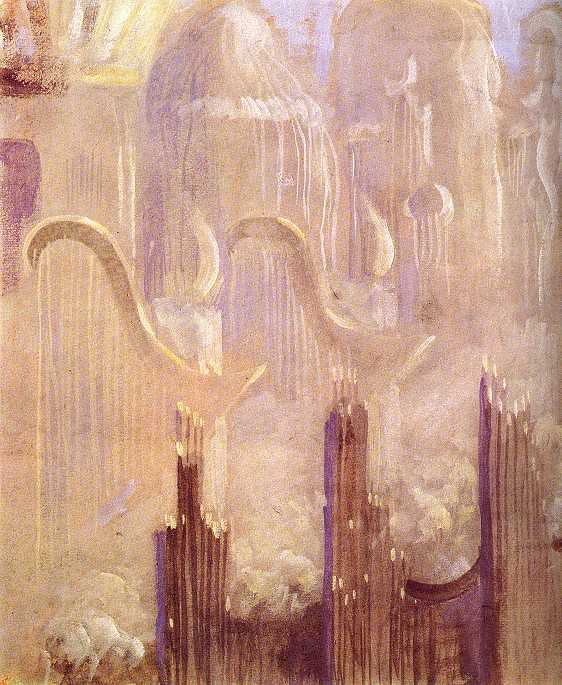
XI
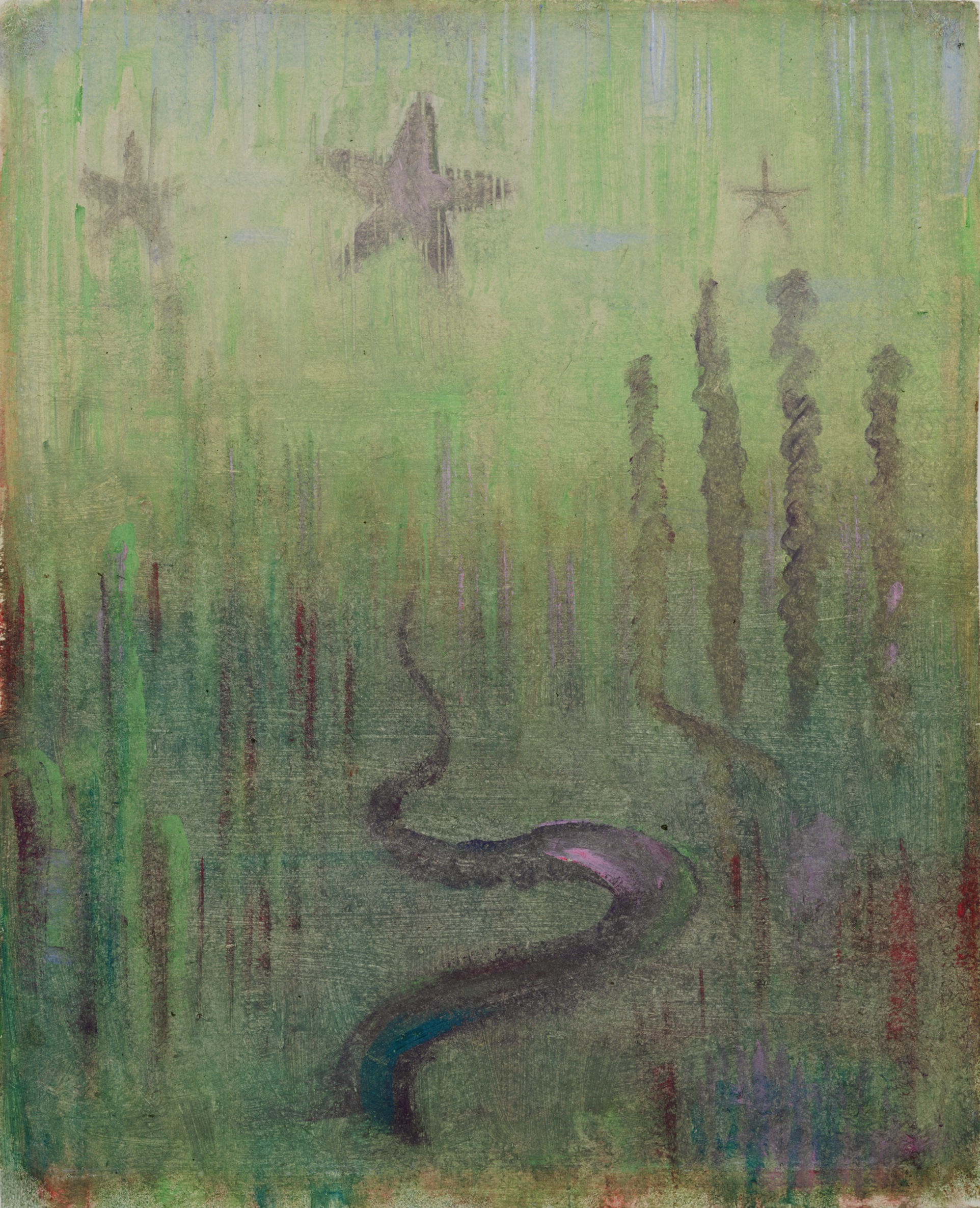
XII
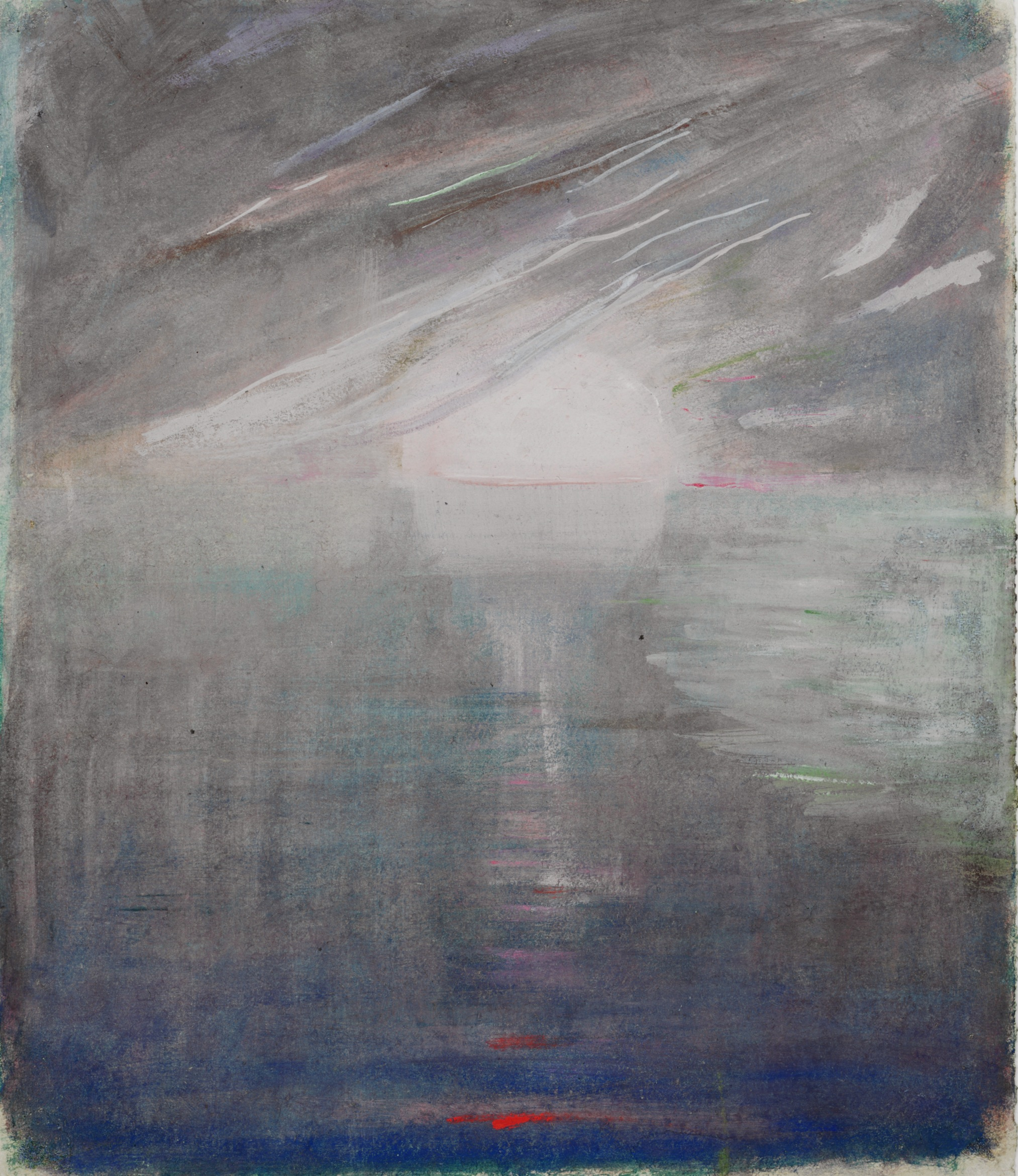
XIII

## Weitere Kunstwerke

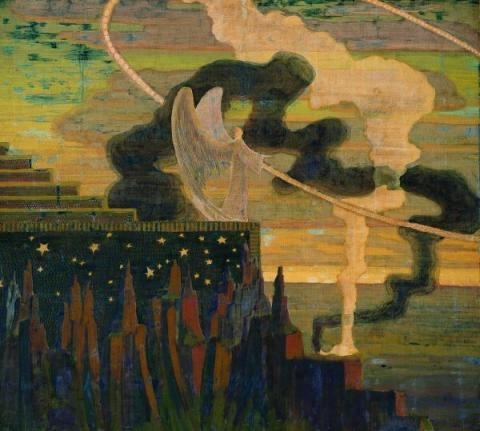
Das Opfer (Auka, 1909)
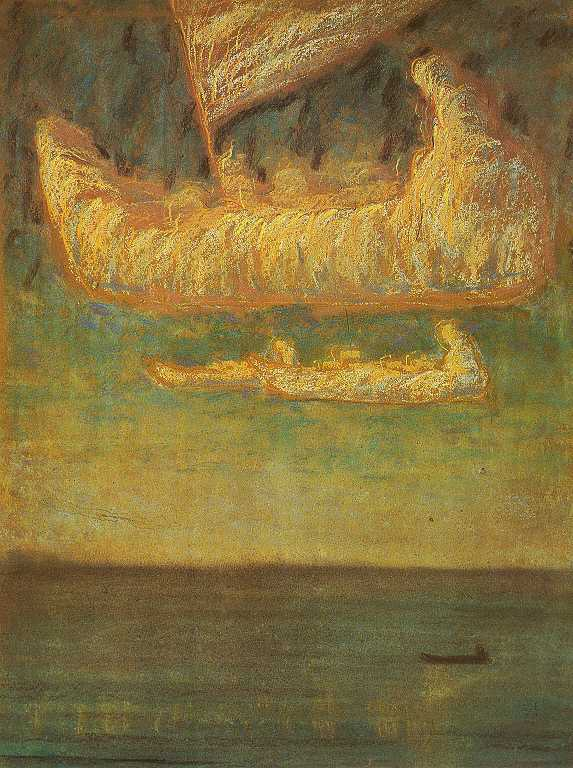
Himmelsboot (1906)
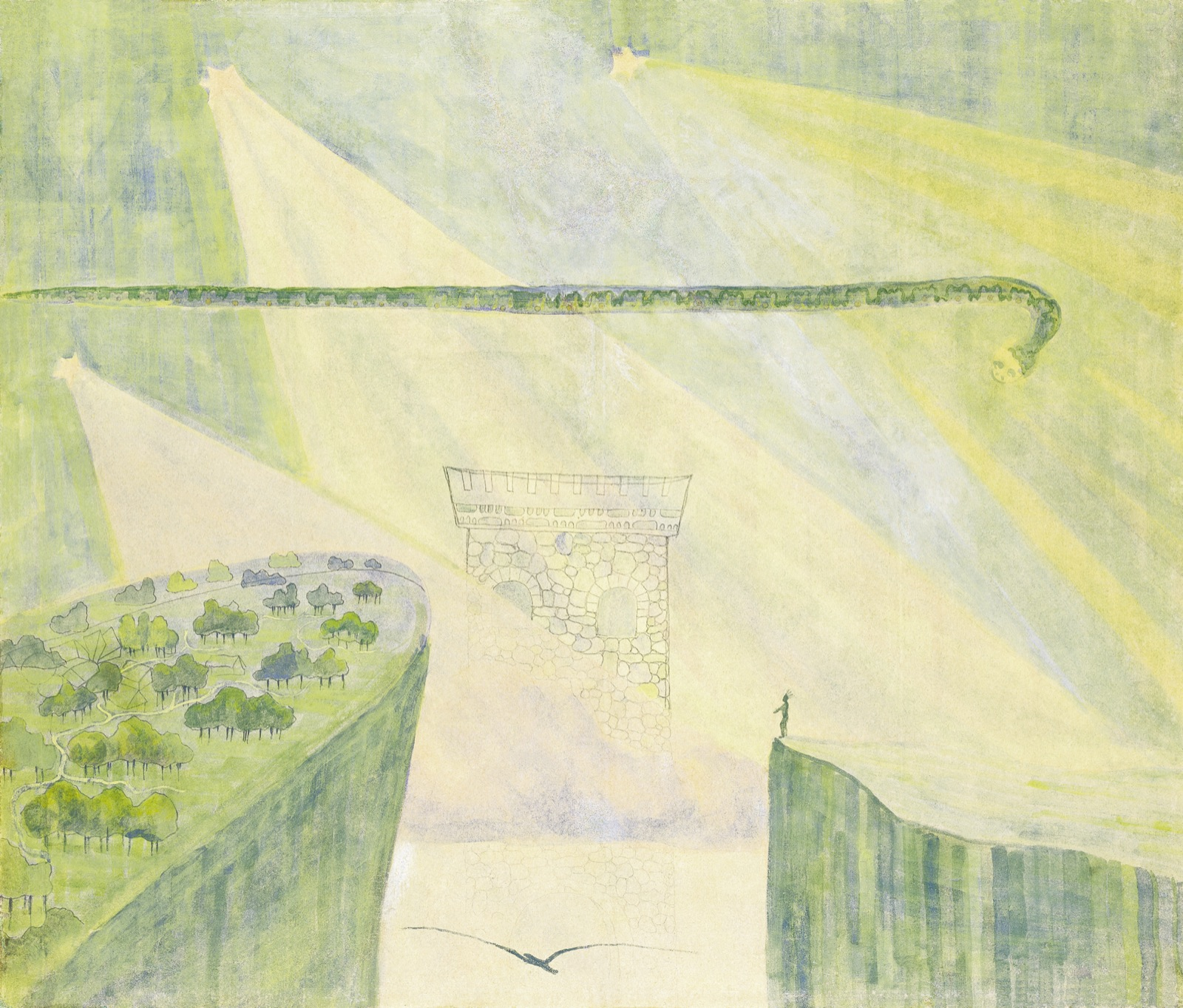
Andante – IV (1908)
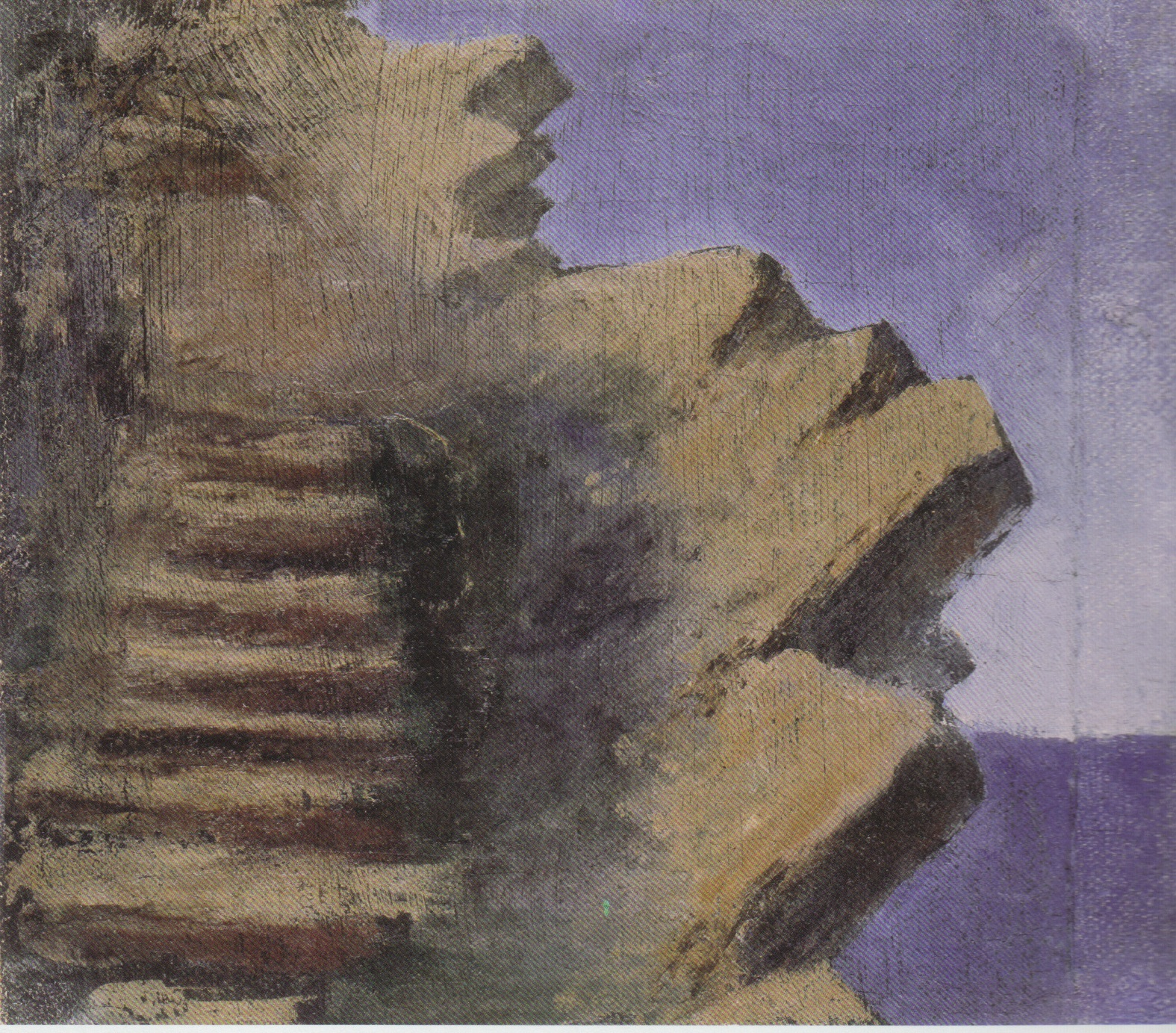
Klippe (1905)
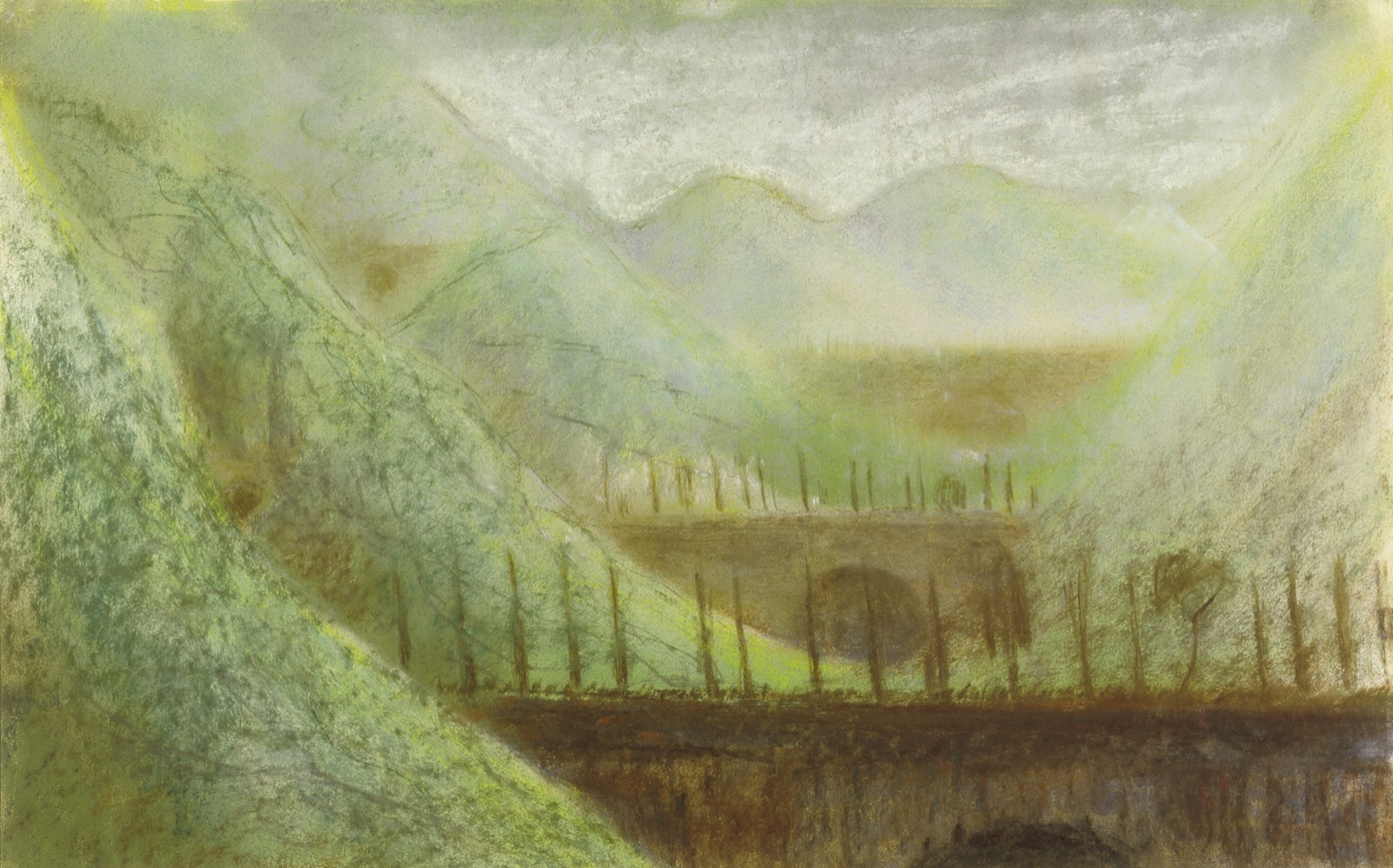
Brücken (1904)
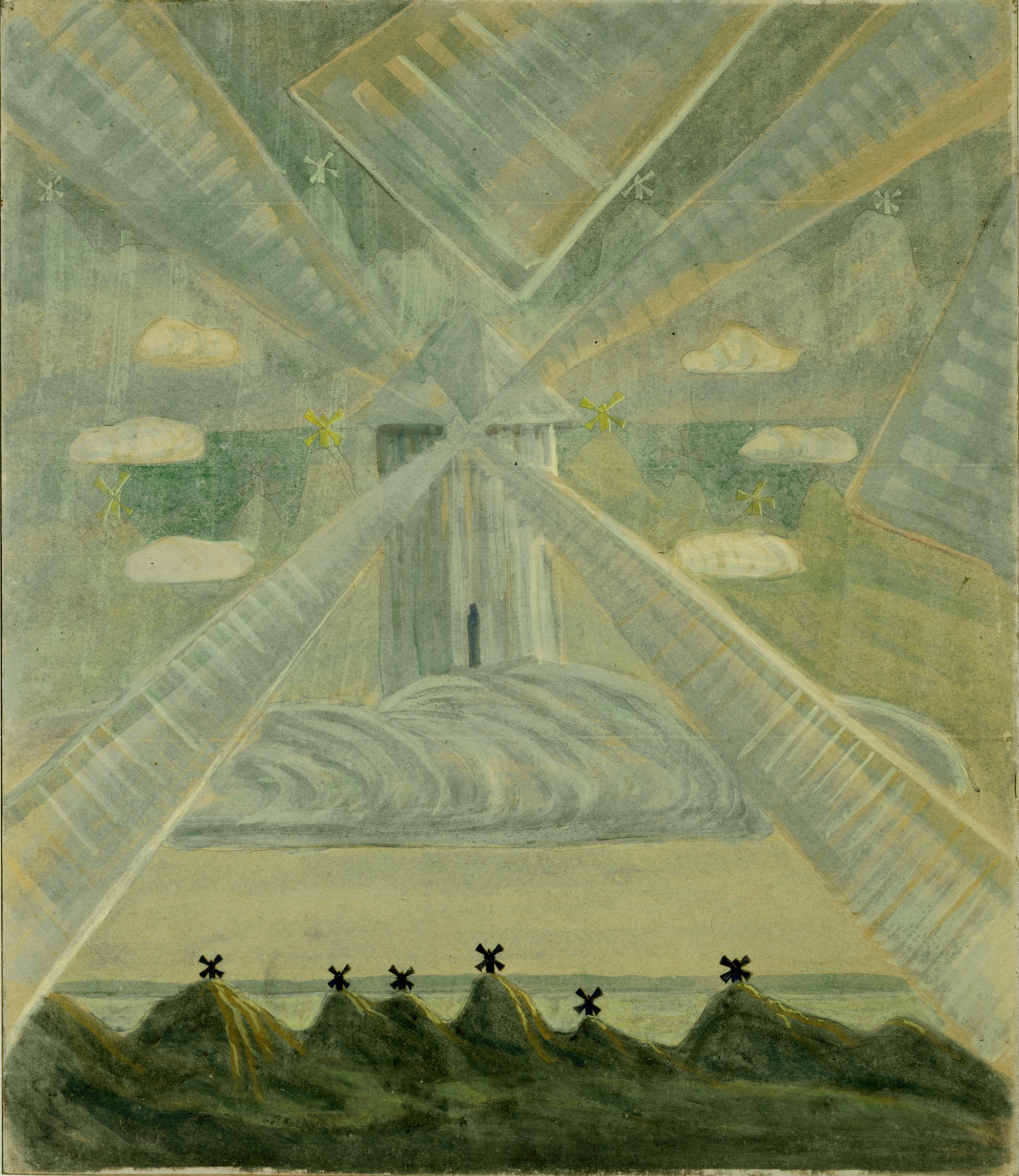
Sonate – II (1907)
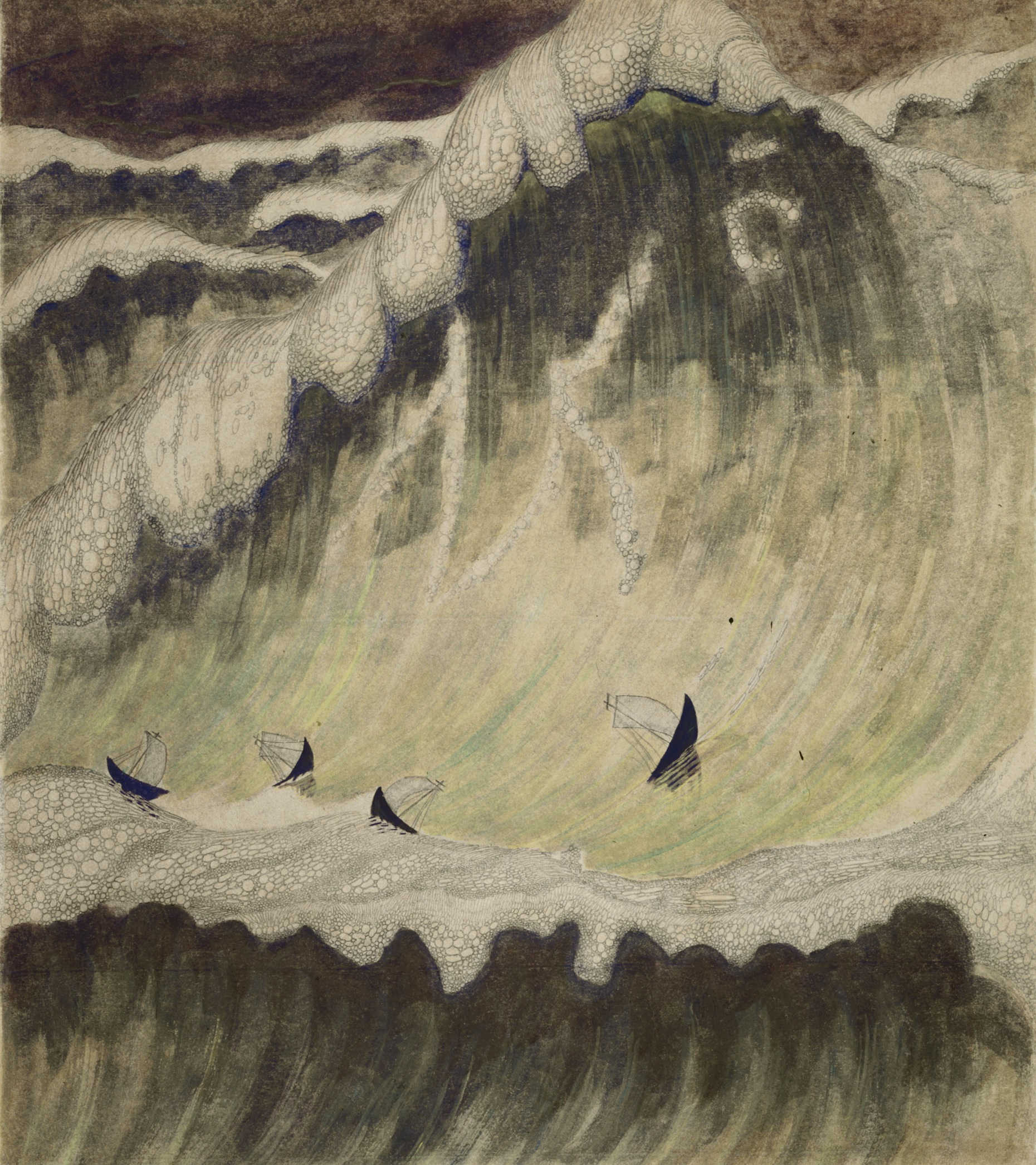
Meeressonate Finale (1908)
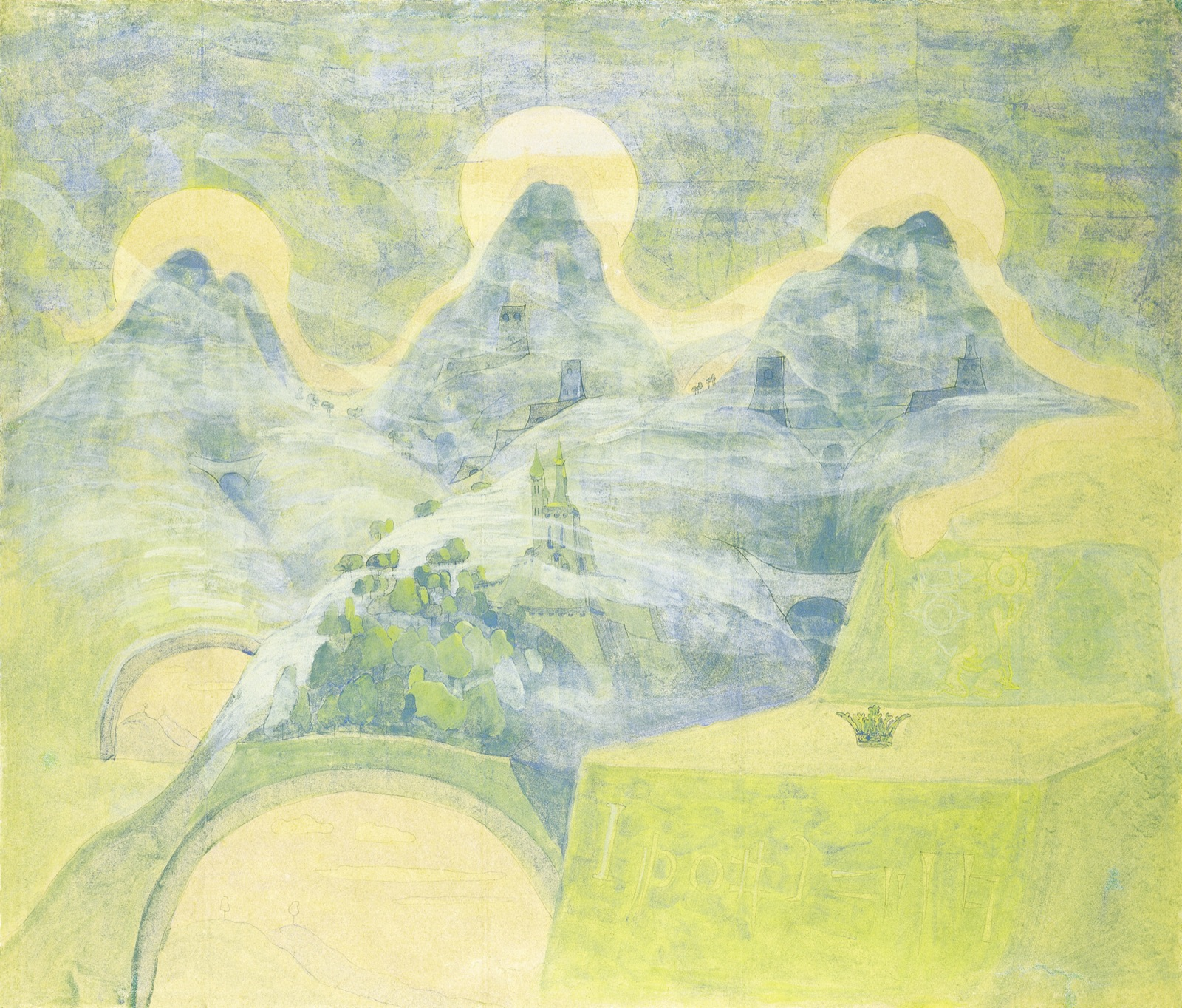
Finale – III (1908)
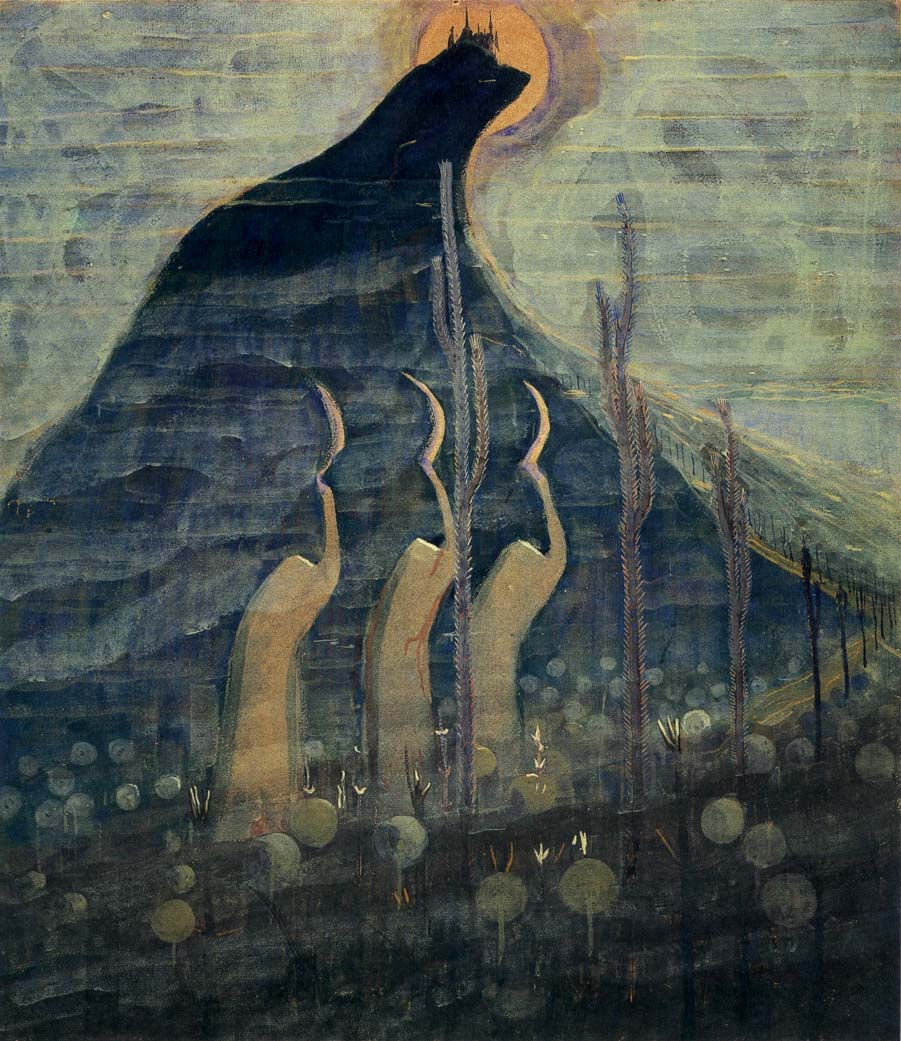
Märchen – I (1907)
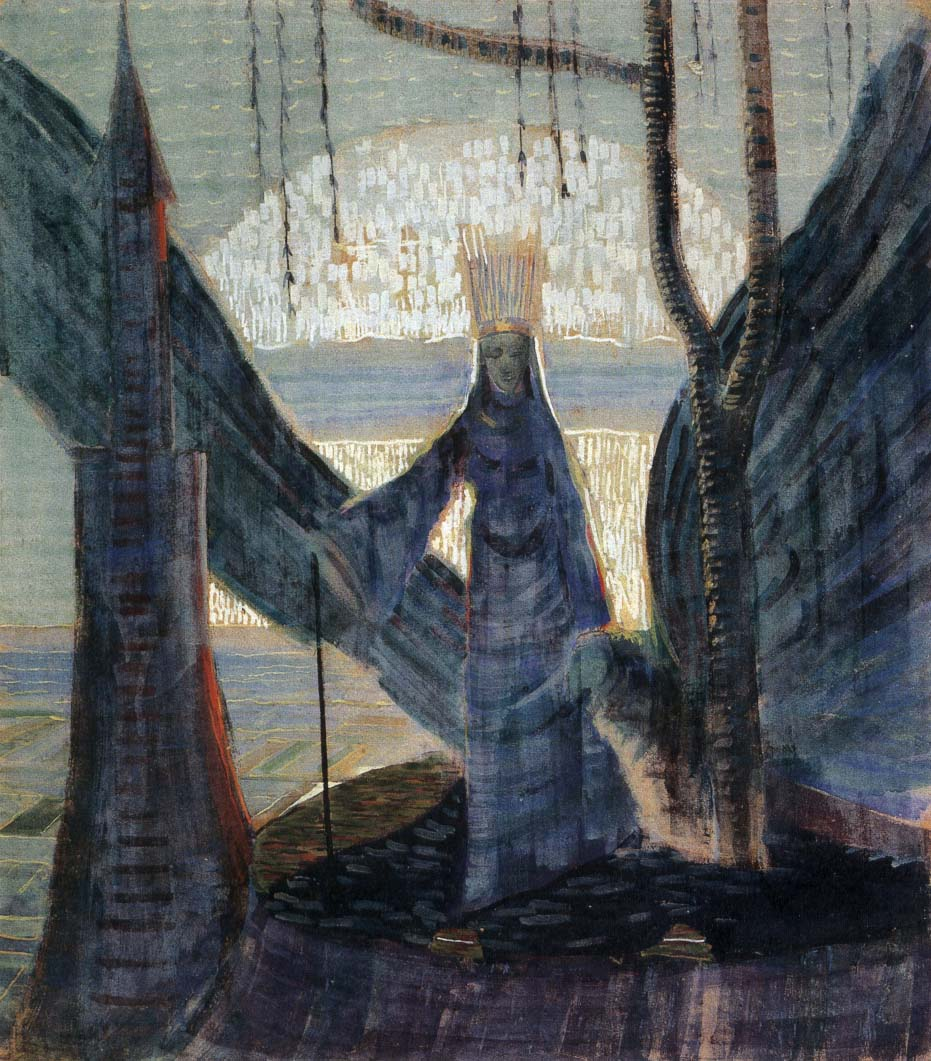
Märchen – III (1907)
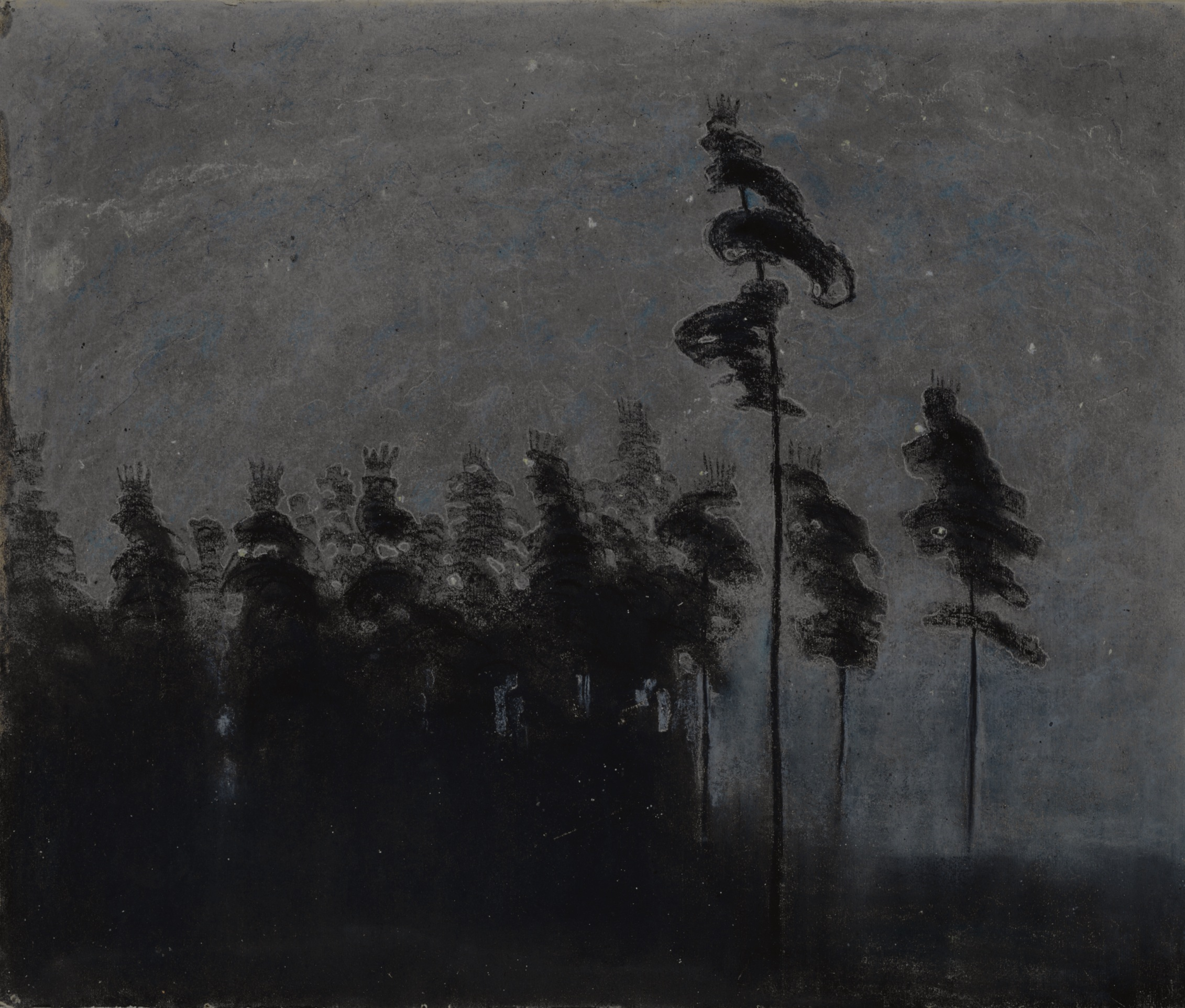
Wald (1907)
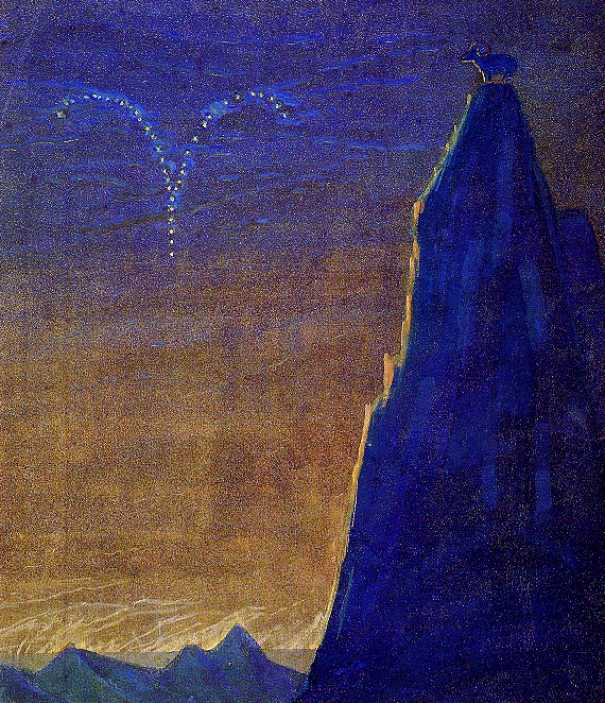
Sternkreis – Widder (1907)
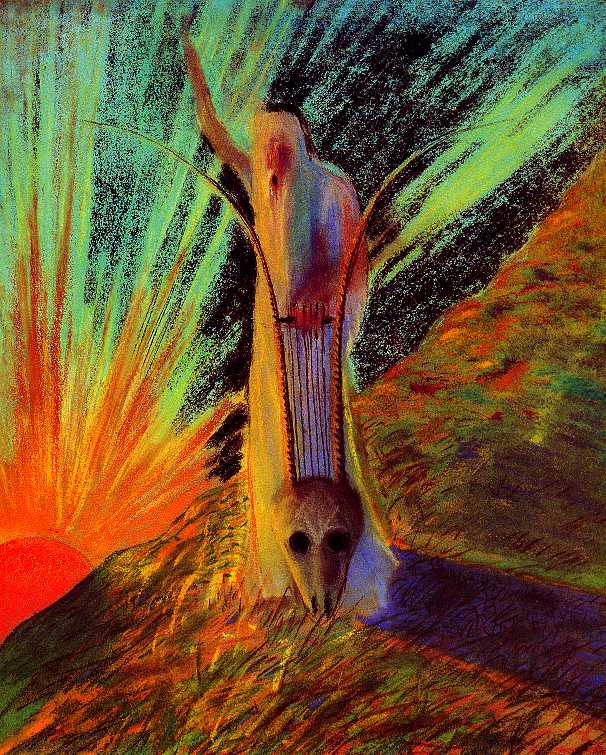
Morgenfantasie (1904)
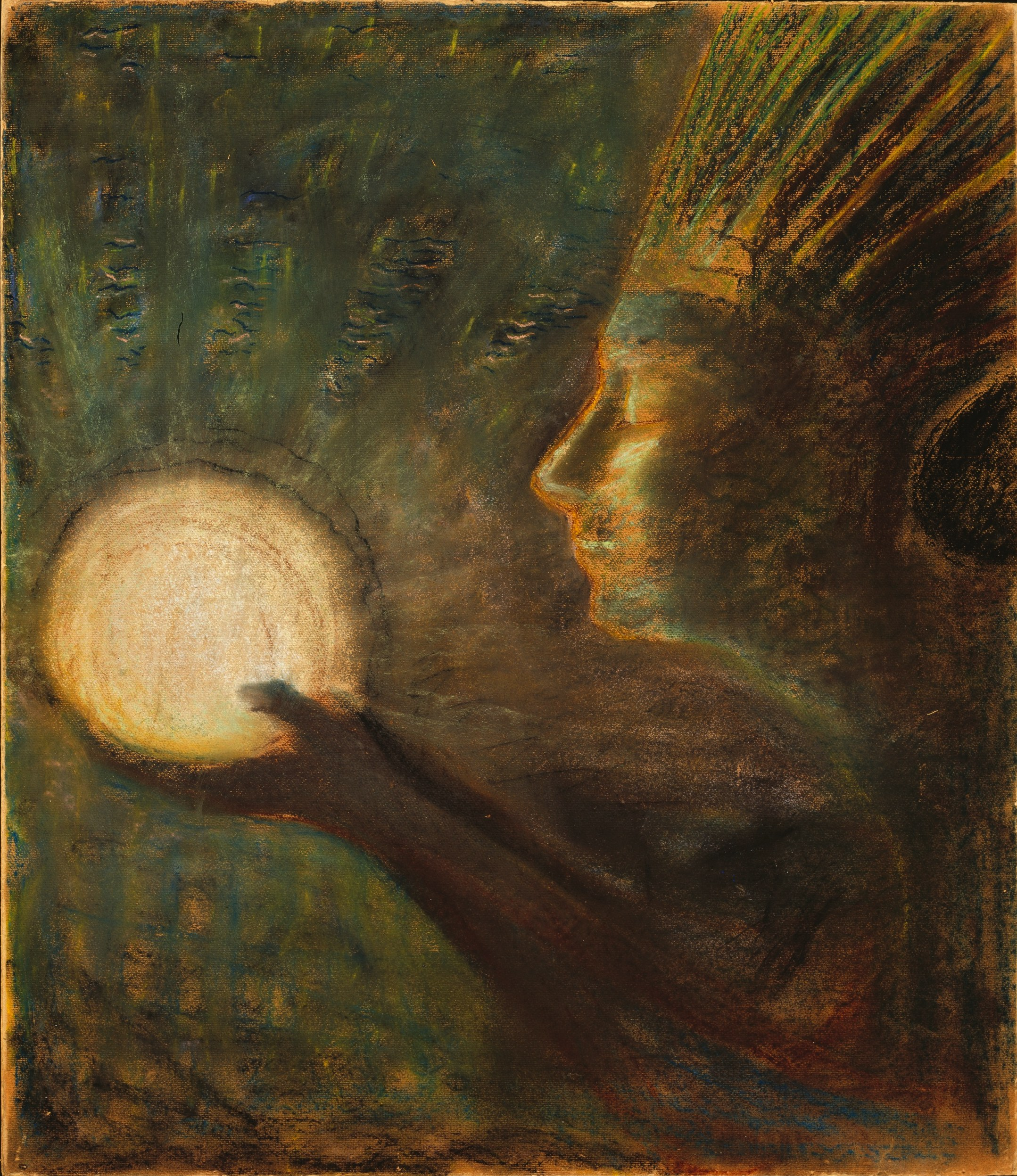
Geschenk der Freundschaft (1906)
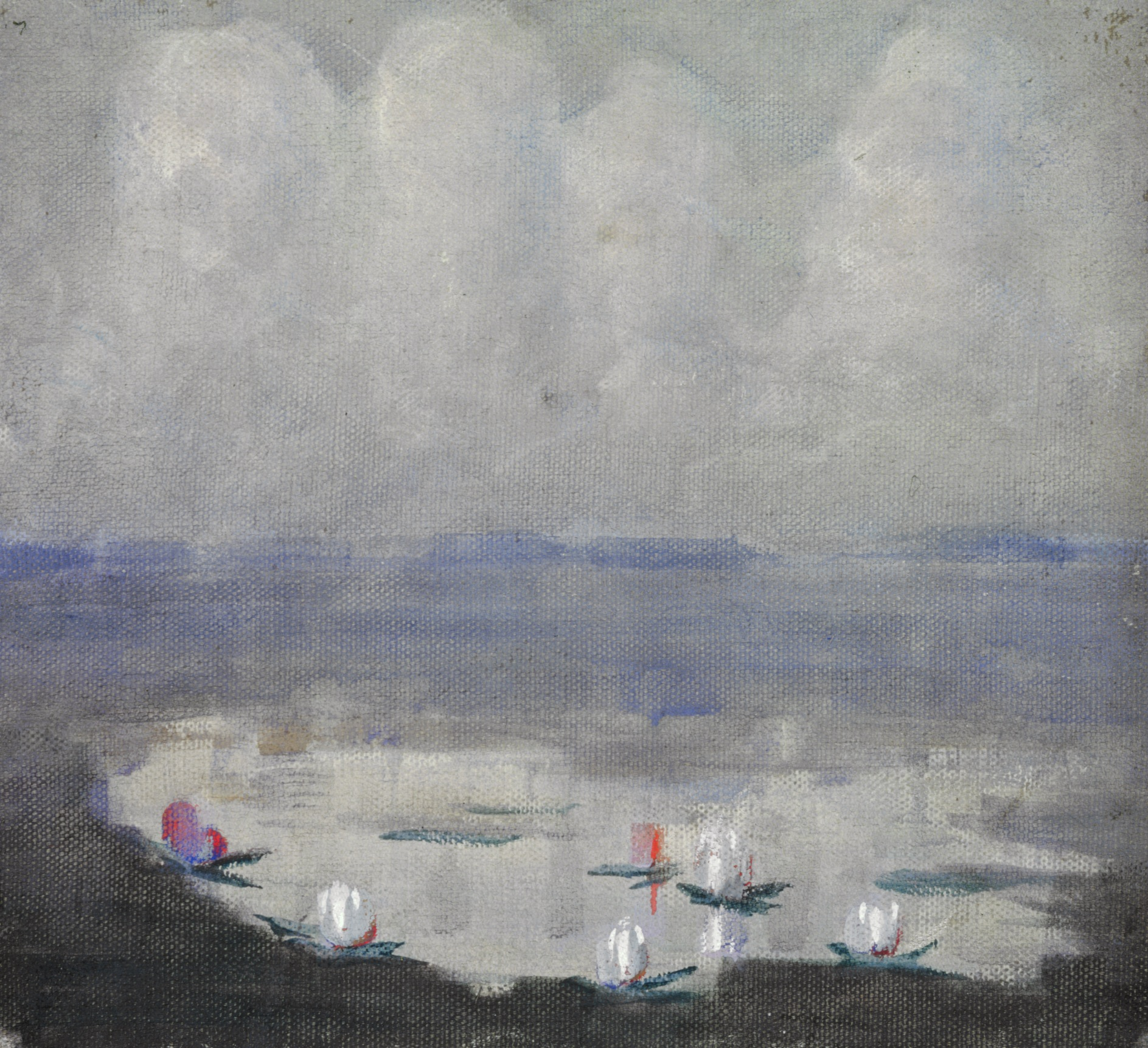
Abend (1907)
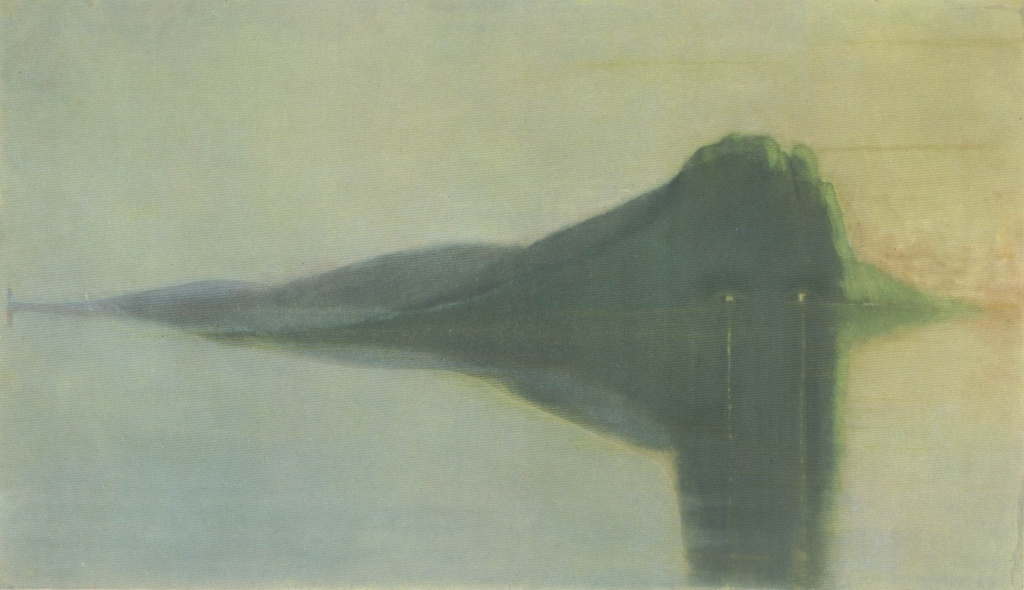
Ruhe (Ramybė, 1904–1905)
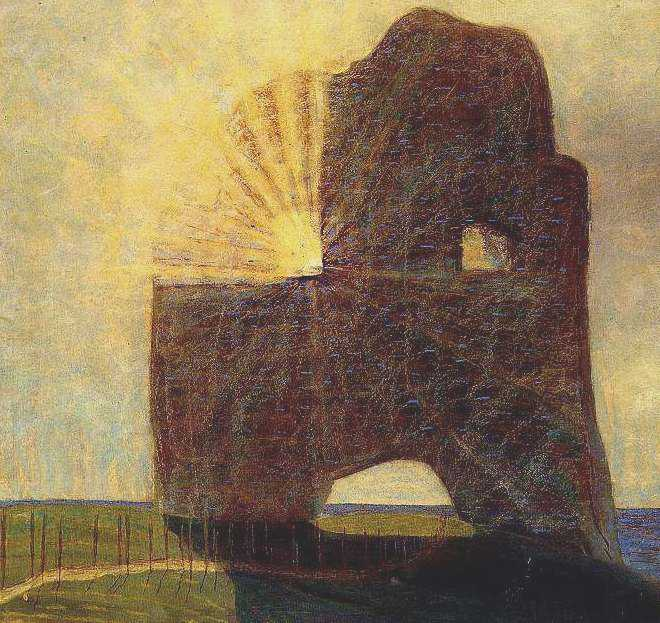
Vergangenheit (Praeitis, 1907)
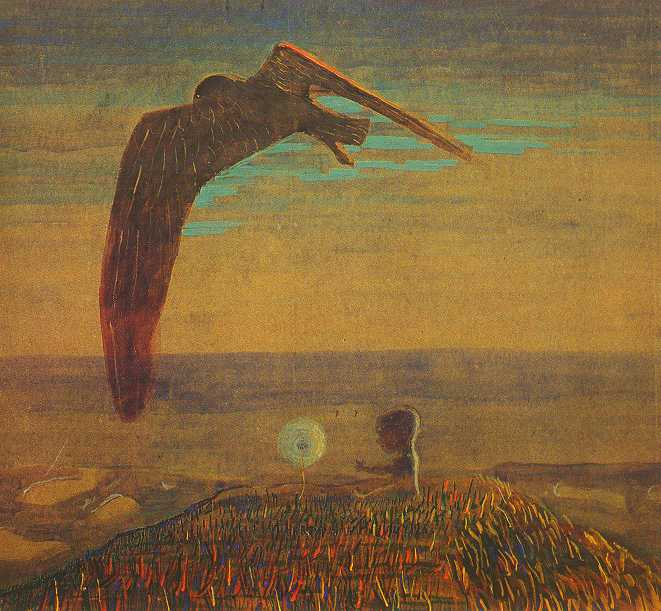
Märchen. Fahrt der Königstochter II (Pasaka. Karalaitės kelionė II, 1907)
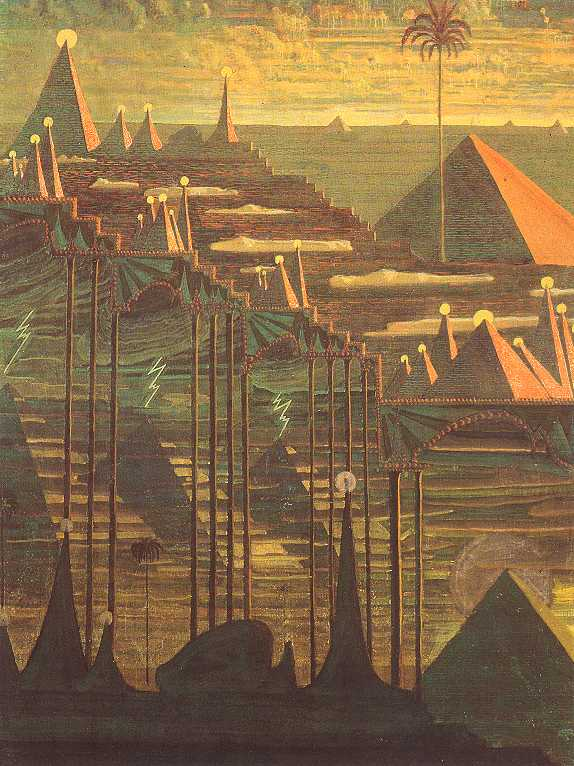
Pyramidensonate. Allegro (Piramidžių sonata. Allegro, 1908)
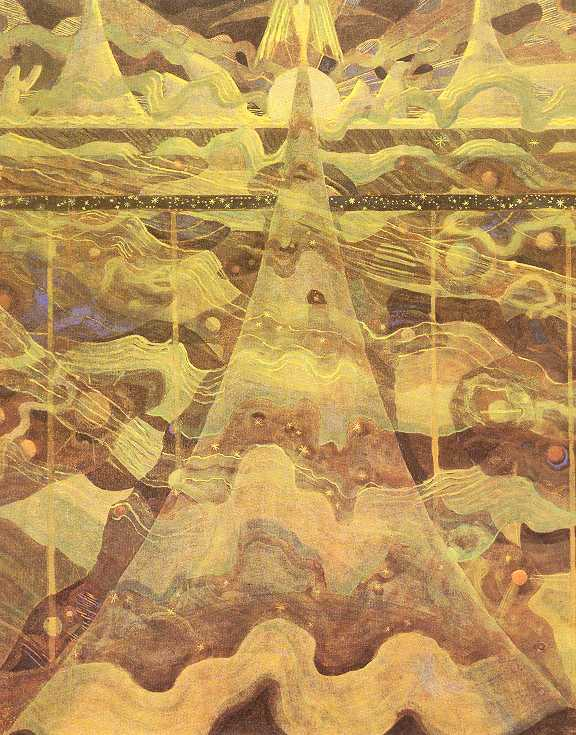
Sternensonate. Allegro (Žvaigždžių sonata. Allegro, 1908)
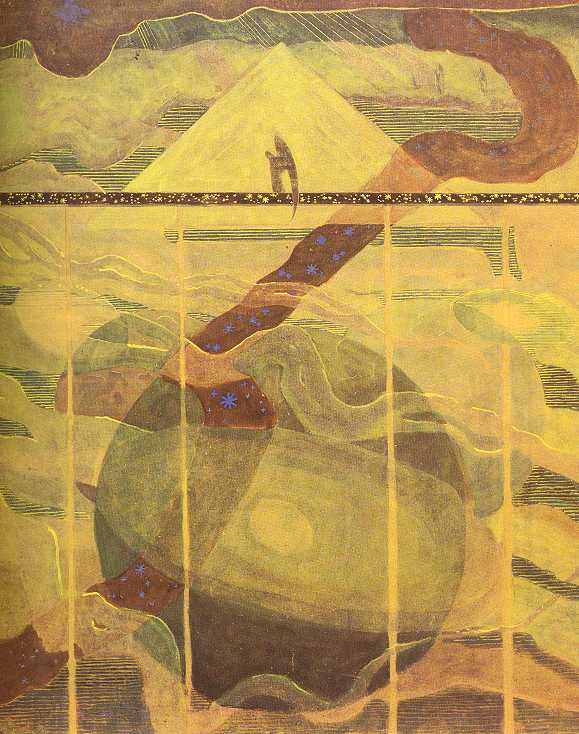
Sternensonate. Andante (Žvaigždžių sonata. Andante, 1908)
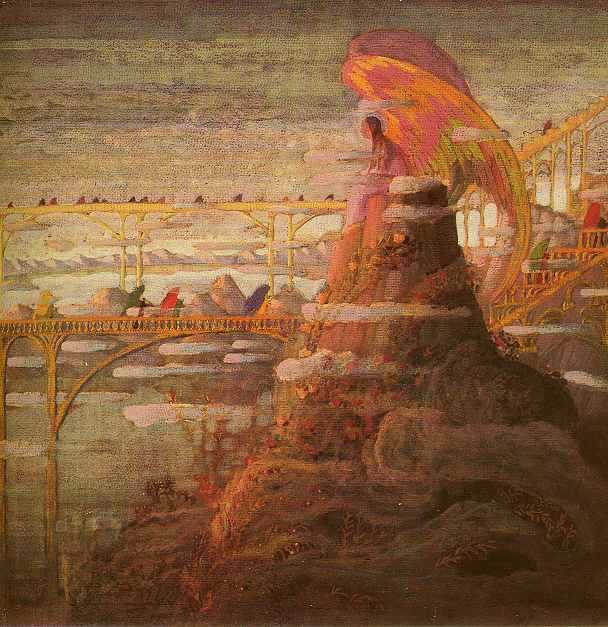
Der Engel. Vorspiel (Angelas. Preliudas, 1908–1909)
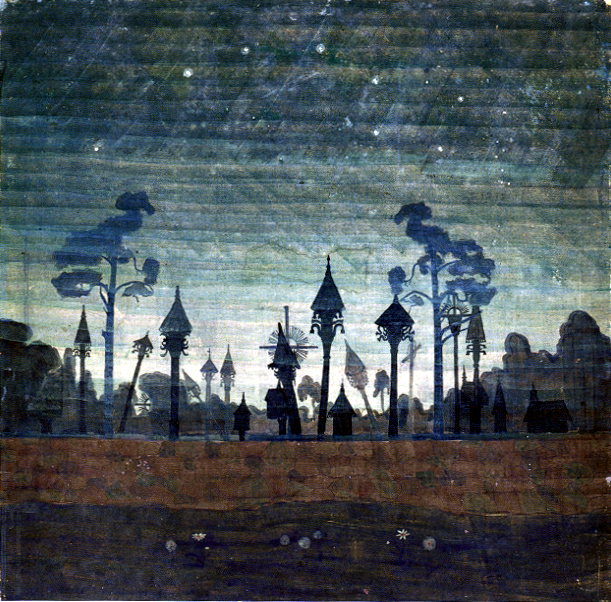
Friedhof der Žemaiten (Žemaičių kapinės, 1909)
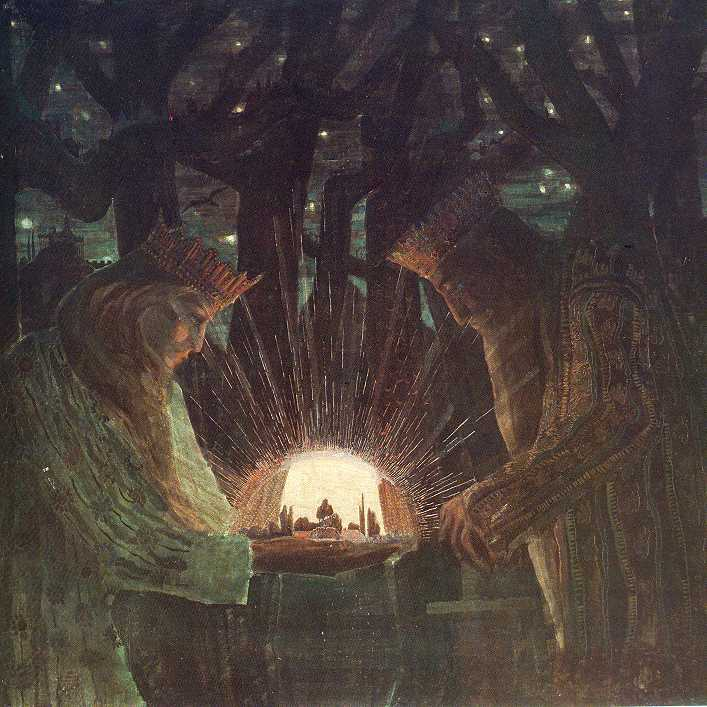
Königsmärchen (Karaliai. Pasaka, 1908–1909)
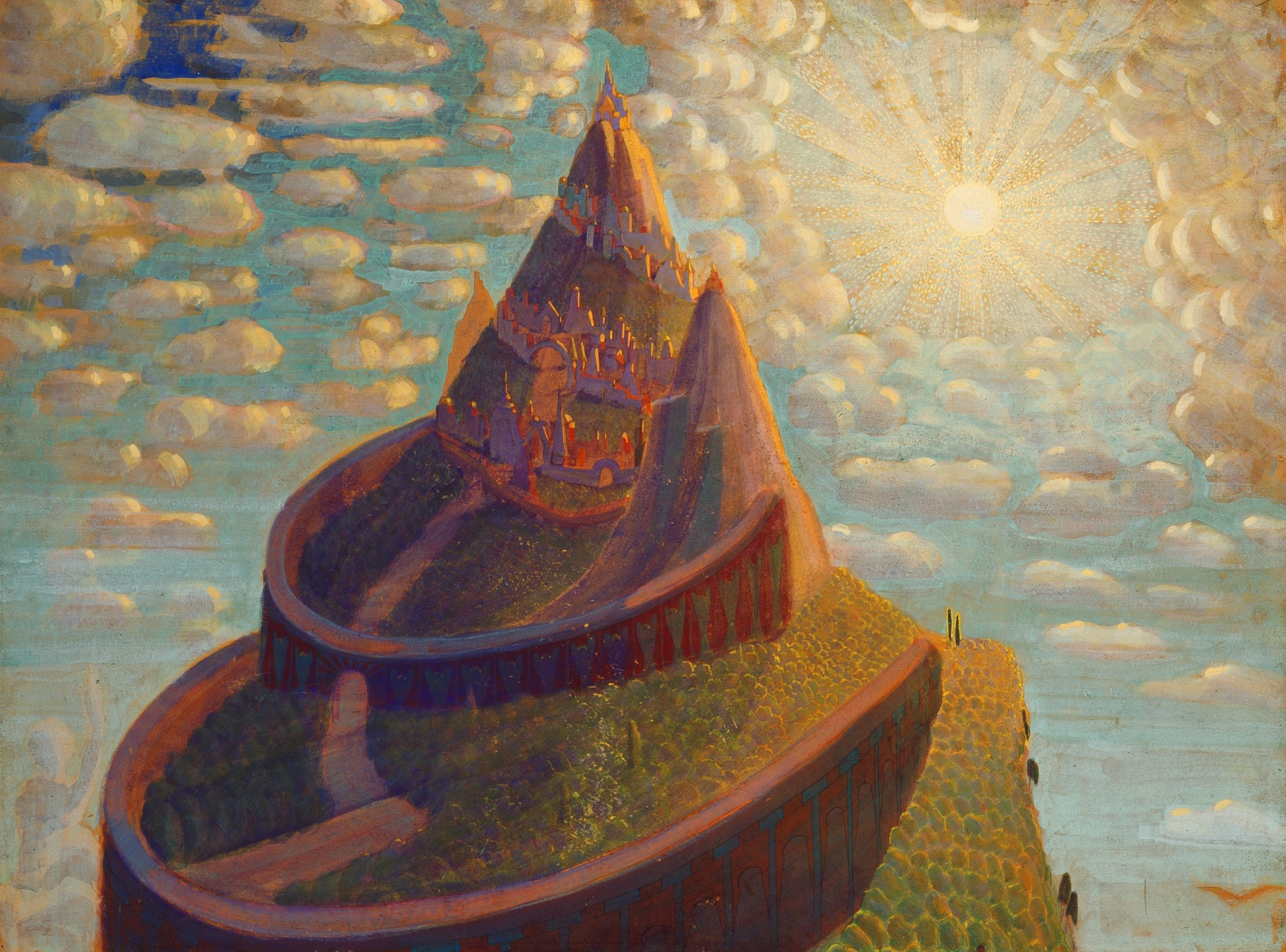
Märchenschloss (Pilis. Pasaka, 1909)
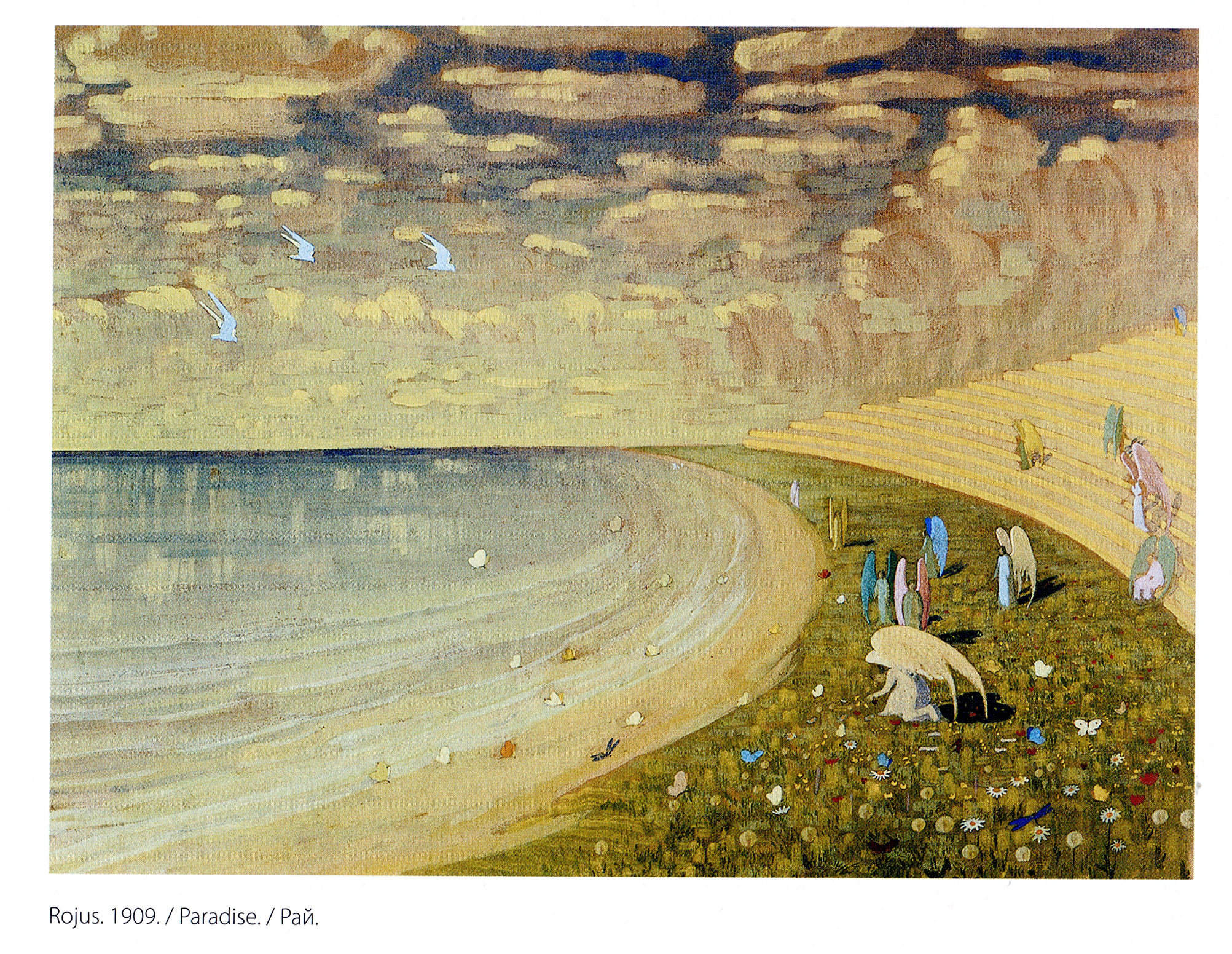
Paradies (Rojus, 1909)

Weitere Reproduktionen auf der Webseite des Čiurlionis-Museums.